# História de Caxias do Sul

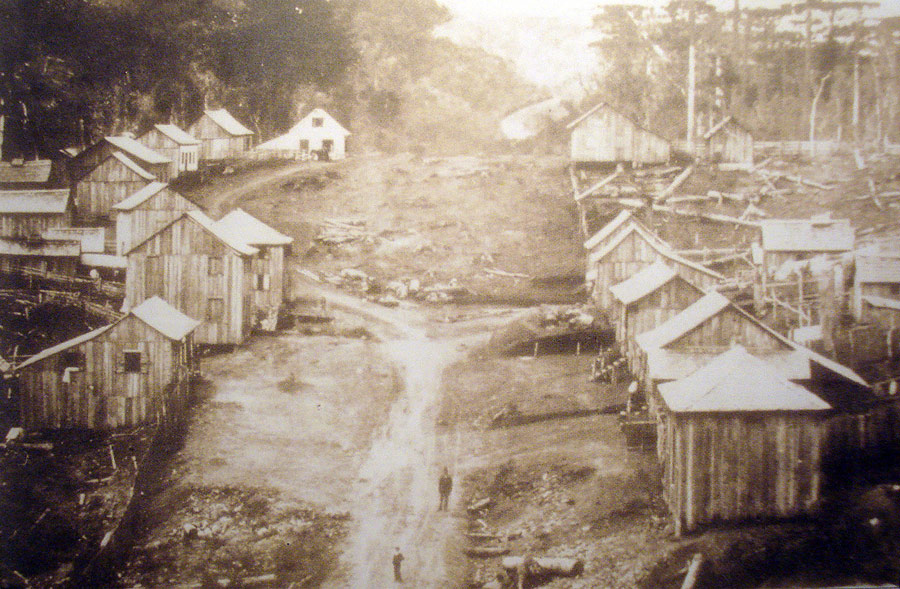
O núcleo urbano primitivo de Caxias do Sul, a "Sede Dante", em torno de 1876-77.

A história de Caxias do Sul, um dos principais municípios do estado do Rio Grande do Sul, no Brasil, começa oficialmente com a colonização italiana na região, que ocorreu a partir de 1875. No entanto, ali habitavam desde tempos remotos tribos indígenas, que foram desalojadas para dar lugar aos colonos europeus. O início do povoamento foi naturalmente difícil, sendo uma área de espessa mata virgem. No entanto, com bastante celeridade o mato foi aberto e as primeiras lavouras e criações começaram a dar fruto. Em 1890 comércio já florescia e as indústrias começavam a se multiplicar, e o primitivo povoado, na época distrito de São Sebastião do Caí, já dava mostras de pujança suficiente para ser emancipado, tornando-se uma vila governada por uma Junta provisória, e logo por um Conselho Municipal e uma Intendência.
As primeiras décadas do novo município foram turbulentas. Os grupos de colonos procediam de várias regiões da Itália, alguns até de outros países, e tinham visões de mundo e interesses muitas vezes conflitantes. Ao mesmo tempo, o contexto político estadual era agitado por constantes disputas ideológicas e partidárias, que repercutiam na zona colonial. Ocorreram muitos episódios de violência e desentendimento, e a estrutura de poder se revelou instável. No meio das disparidades, a religião católica, comum a todos, revelou-se um poderoso elemento aglutinante, através do qual convergiram as diferentes correntes para o atingimento de propósitos coletivos, adquirindo a Igreja uma grande influência nos destinos da cidade por muitas décadas à frente.
No início do século XX a sociedade já se havia estruturado, as dificuldades iniciais tocantes à sobrevivência haviam sido superadas, e começava a se formar um sólido corpo cultural através da atividade de artistas, intelectuais, jornalistas e outros agentes, surgem cinemas e já se ouvem na cidade óperas e concertos sinfônicos. São fundados vários clubes sociais, recreativos e esportivos, o ensino se aprimora, o núcleo urbano cresce rapidamente e é embelezado por monumentos e edificações de estilo, a infraestrutura urbana ganha corpo, a indústria e comércio estão solidamente alicerçados em uma rede de cooperativas e associações, e a zona rural desenvolve grande produtividade, começando uma fase de importantes exportações de uma variedade de produtos in natura e beneficiados. No âmbito político a disputas continuam, embora as crises sejam menos frequentes e menos dramáticas. O resultado deste período é a formação de uma cultura local diferenciada e original, num amálgama de elementos italianos e brasileiros, onde a consciência de uma herança da antiga civilização italiana e o progresso conquistado se tornam motivo de orgulho e autoafirmação.
Com a instauração do Estado Novo o governo federal impõe um rápido abrasileiramento da região e começa um processo de repressão e supressão dos indícios da italianidade. O desenraizamento cultural compulsório gerou uma profunda crise de identidade para os locais, que só começaria a ser superada na década de 1950. Neste ponto Caxias já se tornara uma das cidades mais importantes do estado, com uma economia forte e diversificada e uma cultura em franco alargamento. O mundo colonial ficara para trás. O crescimento da cidade começava a atrair migrantes da zona rural e de outras partes do estado em buscas de novas oportunidades, e ao mesmo tempo começam a surgir os problemas típicos das cidades grandes, com uma forte estratificação social e desigualdade de renda, e o Poder Público começava a ter dificuldade de atender as demandas que se multiplicavam com crescente rapidez em termos de habitação, saneamento, educação, saúde e outros. Desde então o ritmo do crescimento só acelerou, com seus aspectos positivos e negativos, e sua população, com um contínuo afluxo de grandes grupos de origens diversificadas, se tornou altamente heterogênea, deixando os descendentes dos italianos em minoria. Hoje Caxias do Sul tem mais de 470 mil habitantes, e é uma das grandes cidades brasileiras. Muito do seu passado se perdeu pela dissolução de antigas tradições, pela demolição da maior parte do seu acervo arquitetônico primitivo, pelo cosmopolitismo que hoje impera, mas um grande grupo de pesquisadores se empenha em estudar a história local e preservar o que ainda resta de testemunhos materiais e imateriais desta história, e as instituições oficiais começam a perceber a importância de resgatar a memória coletiva através de museus, arquivos, tombamentos e fomento de atividades culturais que revisitam o passado e tentam integrá-lo ao presente.

## Primórdios da colonização

### "Limpeza étnica" na Região Sul do Brasil
Habitada desde tempos imemoriais por índios caingangues nômades, no século XVII a região onde nasceria Caxias do Sul era percorrida pelos missionários jesuítas, que, nela, tentaram fundar reduções, mas sem sucesso, sendo registrada a presença, no distrito de Santa Lúcia do Piaí, do padre Cristóvão de Mendoza, que ali foi morto pelos nativos em 1635. Um pouco antes de 1790, as terras onde hoje é o distrito de Fazenda Souza foram ocupadas por Inácio Souza Corrêa, soldado do destacamento de Santo Antônio da Patrulha, que, ali, fundou uma estância para criação de muares, mas o povoamento efetivo só ganharia impulso com a chegada de levas de imigrantes italianos a partir de 1875. Para que o povoamento ocorresse com tranquilidade, os índios que ocupavam a área foram desalojados violentamente por ação de matadores de indígenas chamados de "bugreiros".

### A crise na Itália e o contexto brasileiro

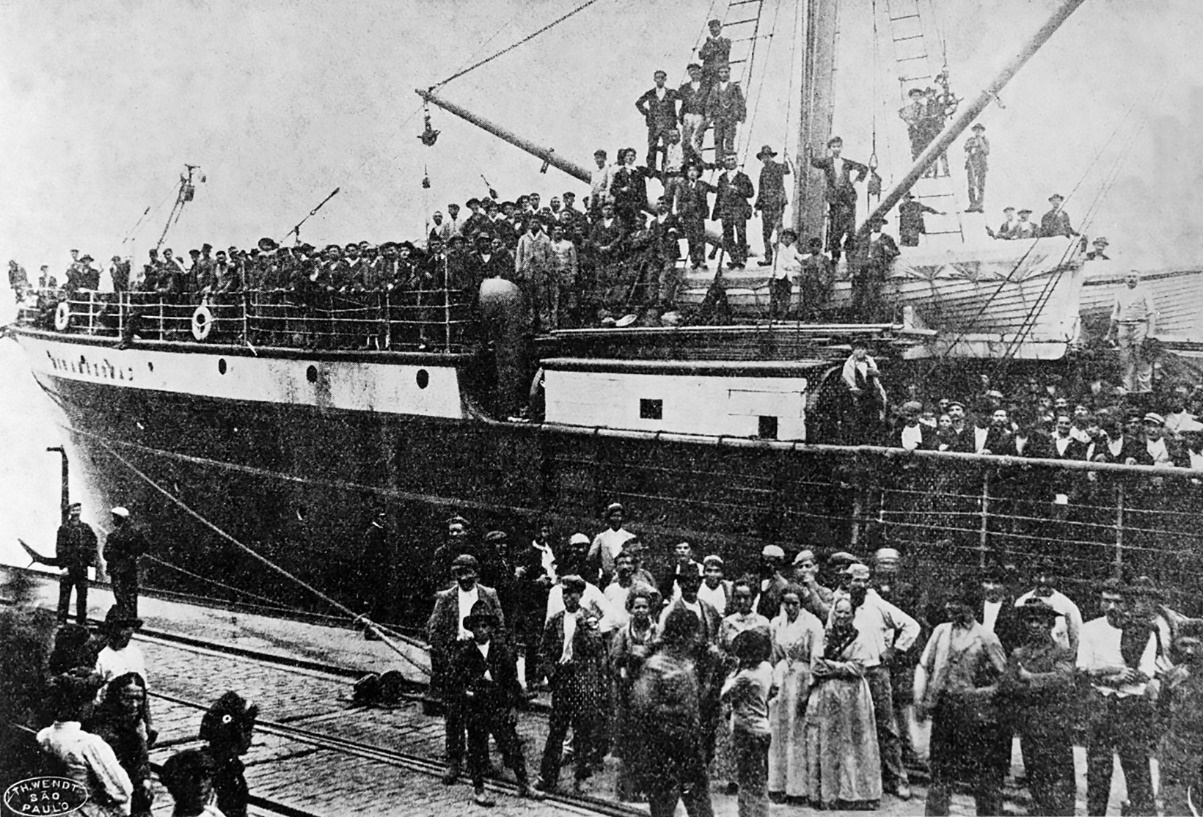
Navio com imigrantes italianos chegando ao Brasil

No início da década de 1870, a Itália, ainda sofrendo com os problemas das Guerras de Unificação, começou a enfrentar as consequências da recessão econômica mundial de 1873-74. Além disso, a concorrência desfavorável com os cereais produzidos na América do Norte desestruturou a economia agrícola italiana, causando êxodo rural, declínio dos ofícios artesanais e da produção de alimentos e o surgimento de um excedente populacional nas cidades sem qualificações para o trabalho urbano. O resultado foi a fome e o empobrecimento, e a solução encontrada foi a emigração.
No Brasil, na época, o sistema escravocrata estava sendo minado com a proibição do tráfico de escravos em 1850 e com a promulgação da Lei do Ventre Livre em 1871, ocasionando a diminuição de oferta de mão de obra barata, e surgia a ideia de se empregar trabalhadores livres num modelo produtivo de pequenas propriedades familiares. Além disso, os colonos deviam ser brancos, a fim de "branquear" a população do país. O Brasil já incentivara antes a imigração alemã, e a iniciativa fora considerada um sucesso. Em 1870 o Governo Imperial havia entregado para o Governo Provincial uma grande área de terras devolutas nos altos da serra do nordeste gaúcho com o intuito de povoá-las. No mesmo ano iniciou a demarcação das novas colônias de Conde d'Eu e Princesa Isabel, e em 1871 foram contratadas duas firmas para buscar candidatos, principalmente alemães e austríacos: Caetano Pinto & Irmão, e Holtzweissig & Co, encarregadas de trazer até quarenta mil colonos ao longo de dez anos. Contudo, no fim do século XIX a situação política mudara e as dificuldades impostas pela nova legislação brasileira e alemã já não atraíam mais os alemães e nórdicos. Os objetivos iniciais não se cumpriram, e o ritmo de entrada de imigrantes foi bem menor que o esperado. Assim, a Itália, que nesta época facilitava a saída de uma grande população, passou a ser o país preferencial para a busca de colonos.
Impulsionados pelo desejo de far l'America ("fazer a América"), e mais ou menos iludidos com as promessas do governo brasileiro e com as lendas sobre a Cucagna, um país imaginário cheio de riquezas fáceis que foi identificado com o Brasil, grandes levas de italianos começaram a chegar ao país nas precárias condições de navios superlotados onde as mortes por fome e doenças eram comuns. Inicialmente, eram destinados às lavouras cafeeiras de São Paulo, e a partir da demarcação das colônias no Rio Grande do Sul, os excedentes foram sendo encaminhados para lá. Entravam no estado por Rio Grande e desembarcavam em Porto Alegre, onde permaneciam na "Casa dos Imigrantes" até tomarem barcos menores para São Sebastião do Caí, de onde prosseguiam a pé, em carroças ou a cavalo até o topo da serra.

### A chegada e assentamento dos imigrantes

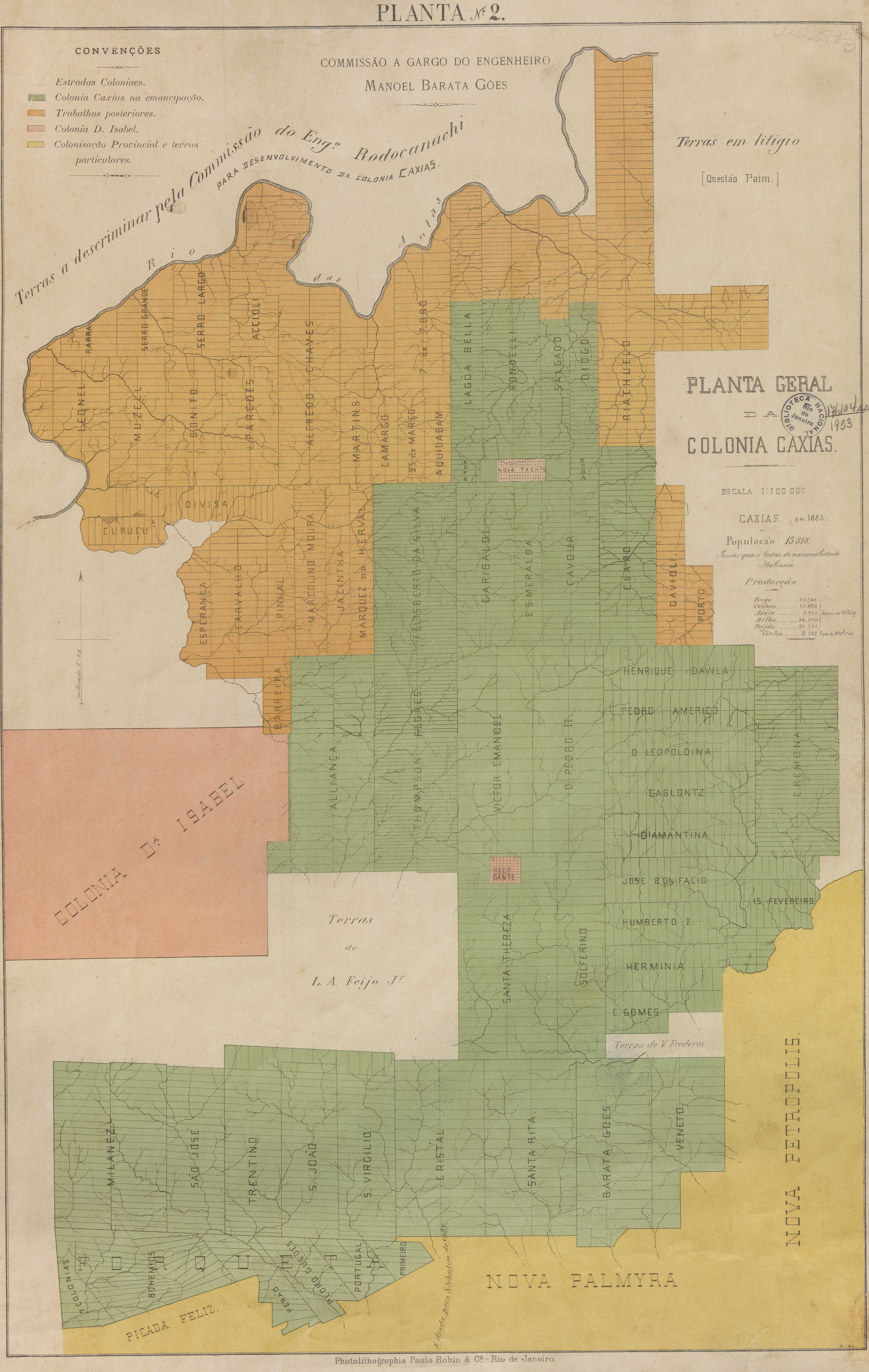
Planta da Colônia Caxias (em verde) de 1885.

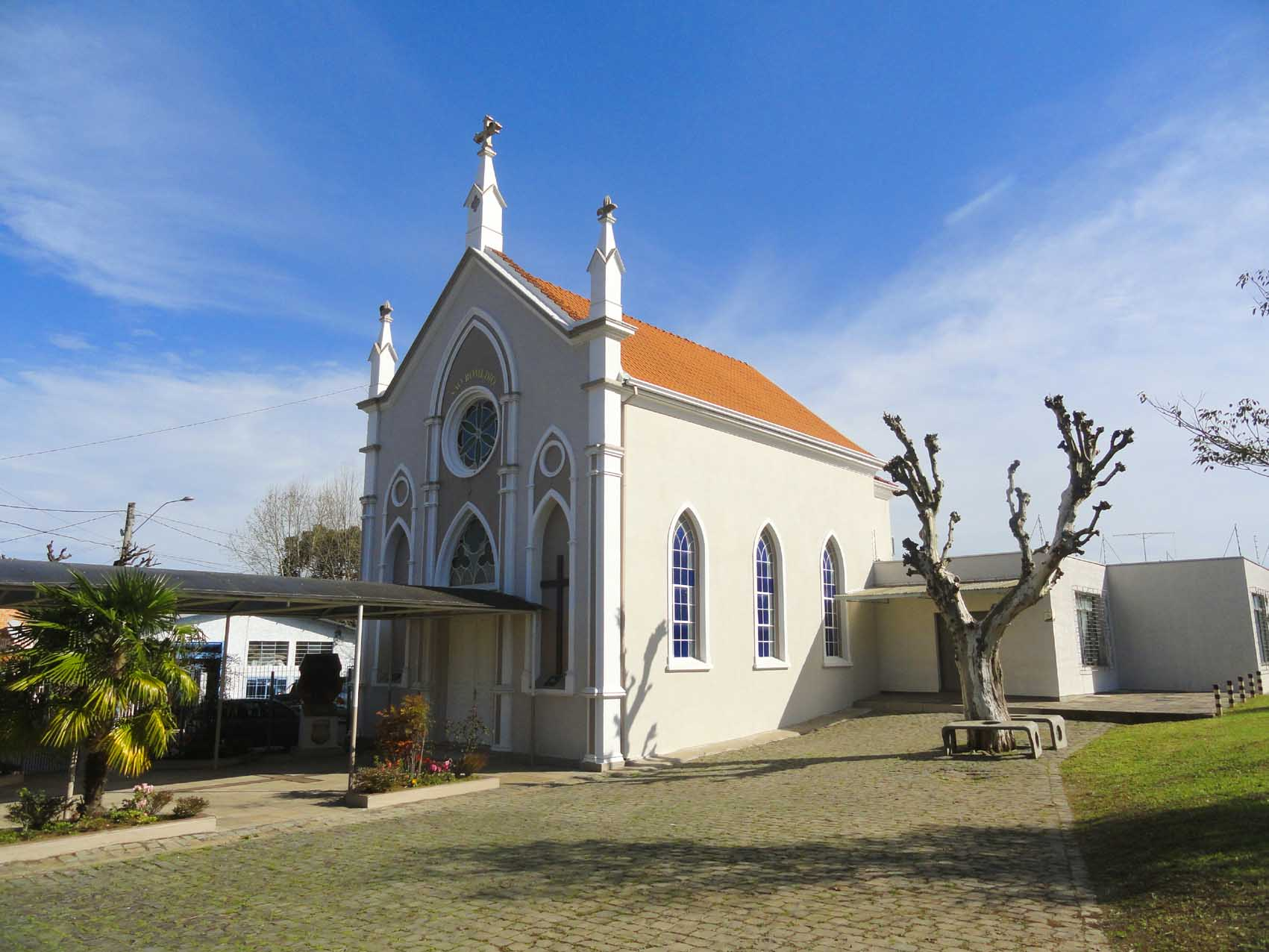
A Igreja de São Romédio.

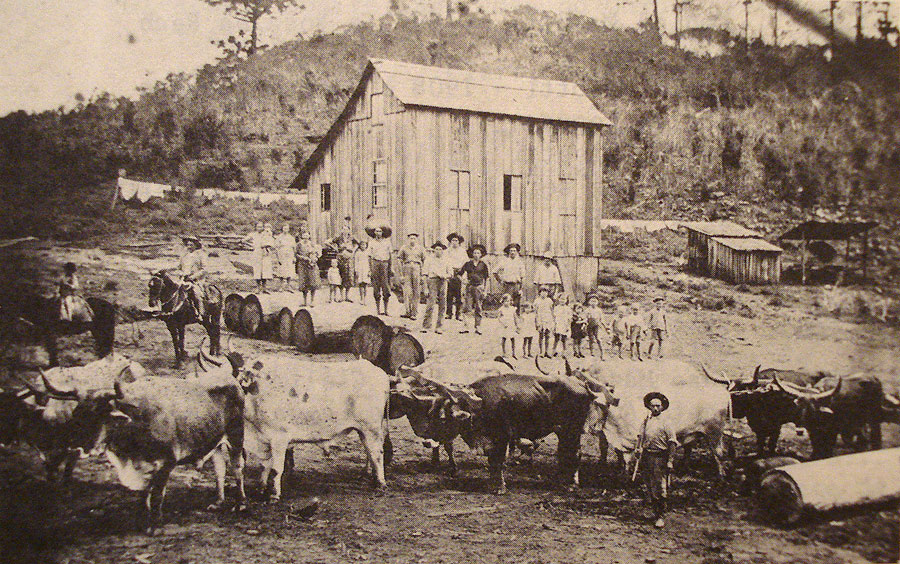
Propriedade de Italo Masotti na zona rural, fim do século XIX.

Depois de uma expedição exploratória encabeçada por Luiz Antônio Feijó Júnior, em 1874 foi criado um novo núcleo colonial com cerca de 15 léguas quadradas ao leste das colônias Conde d'Eu e Princesa Isabel, chamado inicialmente Colônia a Fundos de Nova Palmira, que foi a origem do município de Caxias do Sul, e cuja sede então se localizava em Nova Milano. Os primeiros colonos italianos encaminhados para este novo destino começaram a chegar em 1875. O caminho dos imigrantes partindo do Caí se fazia pela "Picada dos Boêmios", uma trilha aberta desde 1872 por alguns imigrantes da Boêmia que já viviam nos limites da colônia. Terminada a subida, eram instalados em um barracão coletivo em Nova Milano, à espera da distribuição, pelos funcionários da Comissão de Terras, dos lotes, sementes e ferramental básico para o trabalho agrícola, o que podia levar meses para acontecer. A ocupação da atual região urbana de Caxias do Sul, na nova sede fundada no Travessão Santa Teresa, a chamada Sede Dante, no entorno da atual Praça Dante Alighieri, só iniciou a partir de 30 de maio de 1876. Outro centro de povoação primitivo foi a Comunidade de São Romédio, considerada o berço da cidade, onde primeiro se estruturou uma vida comunal mais ou menos independente, fundada no fim de 1876, e onde até hoje se localiza a Igreja de São Romédio, patrimônio histórico e cultural do estado e centro de intensa vida comunitária.
Eram em sua maioria jovens famílias procedentes do Vêneto, perfazendo cerca de 71% do total, mas aproximadamente 23% deles eram austríacos saídos do Tirol (região de Trento), 2% brasileiros e o restante de outras origens como a França, Espanha e Inglaterra. Os lotes eram escolhidos pelos próprios imigrantes dentre os disponíveis, não eram gratuitos e deviam ser reembolsados ao governo em alguns anos. Feita a escolha, recebiam um título de posse provisório e se mudavam para outros barracões nos "travessões" ou "linhas", as primeiras estradas, e iniciavam o trabalho de seu estabelecimento, com a derrubada da mata, construção da moradia e plantação das primeiras lavouras de subsistência. Enquanto a casa não ficava pronta e a agricultura não dava seus frutos, o sustento vinha da coleta, da caça, da venda da madeira, de algum auxílio oficial em dinheiro e alimentos, e do trabalho assalariado para o governo, participando na demarcação de novos lotes e na abertura das estradas. Entretanto, não eram todos agricultores, uma parcela dos imigrados praticava ofícios e passou a residir na sede urbana. Os agricultores estabeleciam residência na zona rural, nas terras recebidas, e aqueles que tinham um pouco mais de recursos adquiriam lotes também na sede. Em 1877, quando a área foi batizada de "Colônia Caxias", já havia cerca de duas mil pessoas fixadas.
A organização da propriedade rural era de extrema simplicidade. Uma casa rústica de madeira, às vezes de taipa ou pedra, dividida em uma cozinha grande onde ficava o focolaro, o fogo doméstico, e mais uma sala e poucos quartos de dormir, e um sótão ou porão como depósito. Junto dela se erguiam um estábulo, um paiol, um chiqueiro e um galinheiro. Freqüentemente a cozinha se localizava em um cômodo separado do corpo principal da casa, em vista do perigo de incêndio, já que o fogo ficava aceso todo o dia. Plantava-se também uma horta, além das lavouras principais. Como fora proibido o trabalho escravo na colônia, todas as atividades eram desenvolvidas pela família. O estabelecimento inicial não foi fácil e a pobreza era a regra.
A terra virgem se revelou fértil, e logo a lembrança da fome ficou para trás, com boas safras de batata, feijão, mandioca, amendoim, abóbora, tomate, pimentão, trigo e milho, e com o crescimento das criações de porcos, galinhas e gado bovino. Os tropeiros com suas caravanas contribuíam para o comércio, o mesmo fazendo os alemães de São Sebastião do Caí, que já haviam desenvolvido uma rede eficiente de entrepostos, facilitando o escoamento dos primeiros produtos agropecuários como mel, vinho, graspa, embutidos, banha, farinha e queijo, e a troca por outros bens necessários, e com isso impulsionando uma industrialização incipiente. O resultado dessa atividade pôde ser visto em 1881 com a primeira Feira Agro-Industrial, origem da moderna Festa da Uva, que foi instalada no edifício da Diretoria da Comissão de Terras, reunindo num evento principal as diversas festividades comemorativas das colheitas realizadas esparsamente pelos colonos.
O crescimento do povoado foi rápido; em 1883 já se contava uma população de 7.359 habitantes, e a presença de 93 estabelecimentos comerciais, entre olarias, mercados de secos e molhados, funilarias, carpintarias, marcenarias,  ourivesarias, ferrarias, moinhos, sapatarias e alfaiatarias, que tornavam a colônia praticamente auto-suficiente, e logo a policultura de subsistência perdia espaço para as monoculturas da uva, do trigo e do linho com vistas à comercialização, crescendo também a criação do bicho da seda e a indústria de transformação dos produtos agrícolas. Apesar disso boa parte dos colonos, especialmente os das zonas rurais mais distantes da sede, enfrentava o problema do isolamento e com isso a dificuldade de comercializar seus produtos, e conquanto a comida fosse farta, lhes faltava todo o resto, fazendo com que o Cônsul italiano em visita à colônia em 1905 ficasse espantado com seu aspecto de mendigos maltrapilhos.

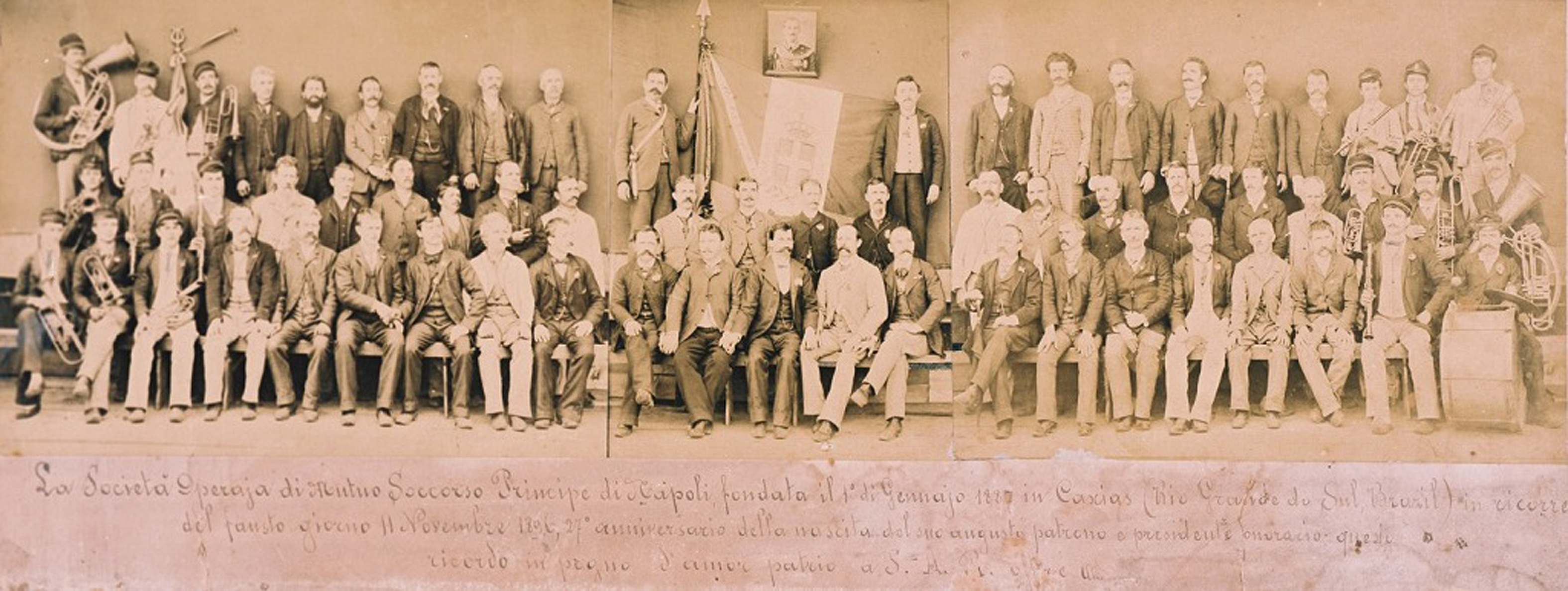
A Sociedade Príncipe de Nápoles incorporada em 11 de novembro de 1896, nas comemorações do 27º aniversário de seu patrono Vítor Emanuel da Itália. A sociedade foi a principal de várias organizações de mútuo socorro fundadas pelos imigrantes na região, para ajudar na superação de dificuldades que eram comuns a todos, para fomentar a cultura italiana e para fortalecer o senso de união coletiva. Clique na imagem para ler a legenda com os nomes dos membros.

### Primeiras administrações e conflitos
A "Sede Dante" tinha lotes bem menores que os da zona rural e, de início, se destinava apenas à instalação da Diretoria de Terras, mas logo se tornou o centro da urbanização e do comércio, e sua área teve de ser ampliada. O plano de ocupação da colônia se desenvolveu seguindo um traçado prévio em malha ortogonal, como um tabuleiro de xadrez, a chamada "rede romana". Esse modelo não se revelou o mais apropriado para a região, cheia de acidentes geográficos, e a urbanização foi quase sempre bastante difícil e dispendiosa, o que fez mais tarde o intendente José Penna de Moraes chamar o projeto de um "Minotauro", que devorava todas as verbas do orçamento.
A vida política de Caxias do Sul, apesar do seu relativo isolamento até início do século XX, foi muito movimentada e por vezes violenta. Em 12 de abril de 1884, deixa de ser uma colônia e é emancipada, assumindo a denominação de "Freguesia de Santa Tereza de Caxias", vinculada a São Sebastião do Caí, tendo João Muratore como seu primeiro administrador distrital. Já era, assim, uma paróquia autônoma e se tornaria, em agosto do mesmo ano, cabeça de uma comarca judicial. Nesta altura, já possuía 10 500 habitantes.

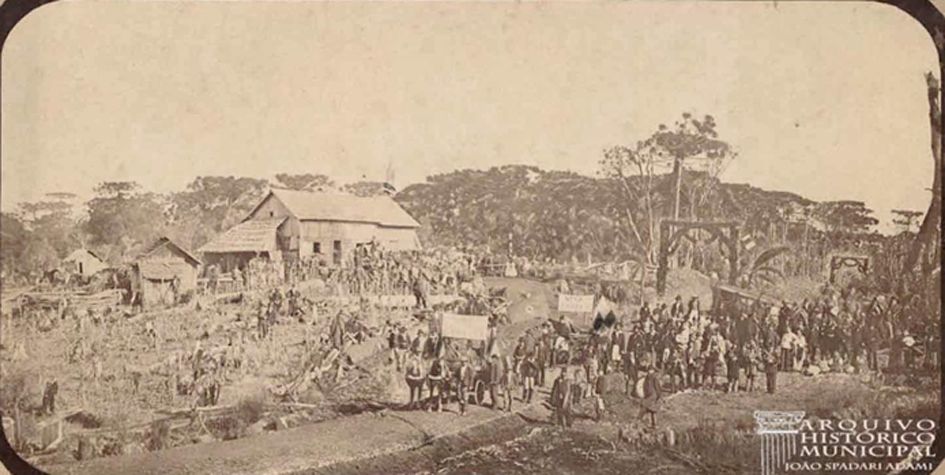
Comitiva oficial chegando de Porto Alegre para a instalação da Junta Governativa em 1890.

Em 20 de junho de 1890, foi elevada à condição de vila, com o nome de "Vila de Santa Tereza de Caxias", passando a necessitar de uma organização legal para se autogerir. Em portaria de 28 de junho, o governo estadual nomeou uma Junta Governativa para administrar o município, integrada por Ernesto Marsiaj, Angelo Chitolina e Salvador Sartori, que concentravam os poderes legislativo e executivo. Esta junta, depois de várias mudanças em sua composição, encerrou suas atividades em 15 de dezembro de 1891, quando foi empossado o primeiro Conselho Municipal. Entre a eleição em 20 de outubro e a posse do Conselho ocorreu o primeiro levante popular da colônia, a Revolta dos Colonos, em protesto contra a orientação política dos administradores, a cobrança de impostos atrasados com multas e juros e contra a péssima condição das estradas. O clima permanece tenso e nova revolta acontece no ano seguinte, envolvendo 300 sediciosos, que tomam a administração municipal e instalam no poder uma Junta Revolucionária, composta por Luiz Pieruccini, Domingos Maineri e Vicente Rovea, líderes do movimento, sendo apoiados pelo delegado de polícia Francisco Januário Salerno, que se autonomeia Intendente. O Conselho ultrajado reclama ao governo estadual, que indica em 5 de julho de 1892 o primeiro Intendente Municipal, Antônio Xavier da Luz. Os revoltosos se entregam e a ordem volta à cidade. Assim, em 12 de outubro de 1892 se constituiu, na forma da lei, o município, o Conselho foi definitiva e solenemente reempossado, e logo se aprovavam sua Lei Orgânica e o Código de Posturas, dispondo sobre uma multiplicidade de aspectos da vida municipal, como o decoro público dos cidadãos, a manutenção da ordem, os limites do município e seu traçado urbano, higiene e saúde pública, e outros mais.

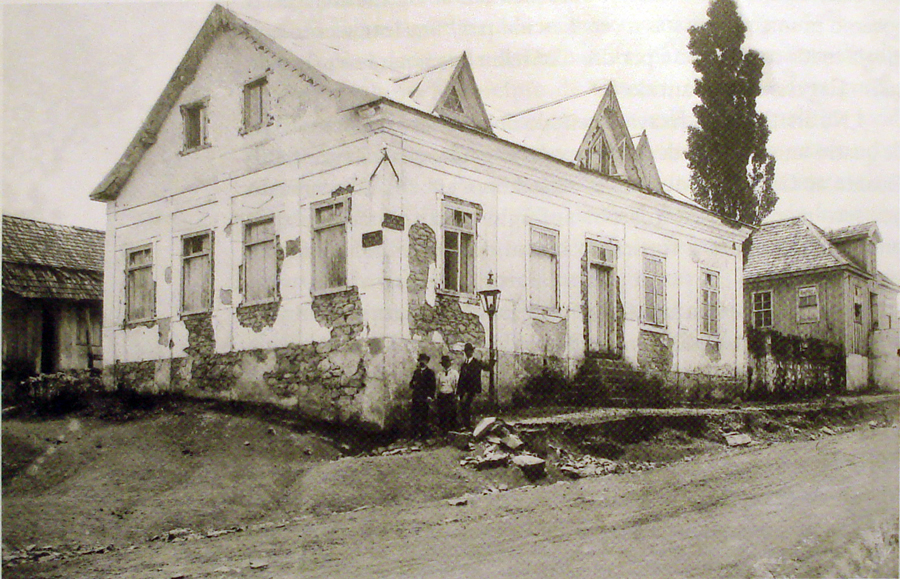
Prédio da Diretoria da Comissão de Terras, alvejado pelos revolucionários. O prédio data de 1883 e foi a primeira edificação em alvenaria da cidade. Foto de D. Mancuso no Arquivo Histórico Municipal João Spadari Adami (AHM).

Pouco depois, em 30 de junho de 1894, a Revolução Federalista chegou a Caxias do Sul e deixou um rastro de destruição. A cidade foi invadida por 400 revolucionários comandados por Belisário Baptista de Almeida Soares, que saquearam o comércio e atacaram edifícios públicos, obrigando a população a se refugiar na zona rural. A presença local de elementos maçons e carbonários também causou tumultos e violência especialmente contra os religiosos, armando-lhes ciladas, assaltos e tentativas de assassinato, com isso dividindo a comunidade e obrigando alguns dos primeiros padres a andarem armados ou a se mudarem para outros locais. Antonio Passaggi, o primeiro capelão da colônia, em certa ocasião foi vítima de uma armadilha, quando alguns indivíduos anticlericais armaram um falso casamento entre dois homens, um deles travestido. Descoberta a trama, o punido foi o padre, sendo destituído de suas funções e privado das ordens sagradas pelo Bispo, enquanto os verdadeiros culpados permaneceram livres. Em 1898 o padre Pietro Nosadini, que já havia sido sequestrado e quase morto em 1897, escreveu uma carta aberta ao governo denunciando as calúnias que o envolviam no atentado que sofrera o Intendente José Cândido de Campos Júnior, e outros fatos reveladores do clima de intriga, animosidade e incompreensão que reinava entre igreja e políticos locais. A paz só foi estabelecida quando assumiu a direção da paróquia o padre Antonio Pertile, em cuja lápide consta o título de Pacificatore di Caxias. Esses vários conflitos, além de suas características específicas e pontuais, eram também um reflexo da intensa luta pelo poder no âmbito estadual, onde combatiam correntes de republicanos e federalistas, cada qual subdividida por influências de ideologias divergentes de conservadores, liberais, católicos, maçons e outros grupos de interesse, tornando o estado uma das zonas mais instáveis do Brasil nesta época e fazendo da passagem do século XIX para o século XX o período mais turbulento da história caxiense.

## Cultura e sociedade nos primeiros tempos da colônia

### Família, trabalho e religião

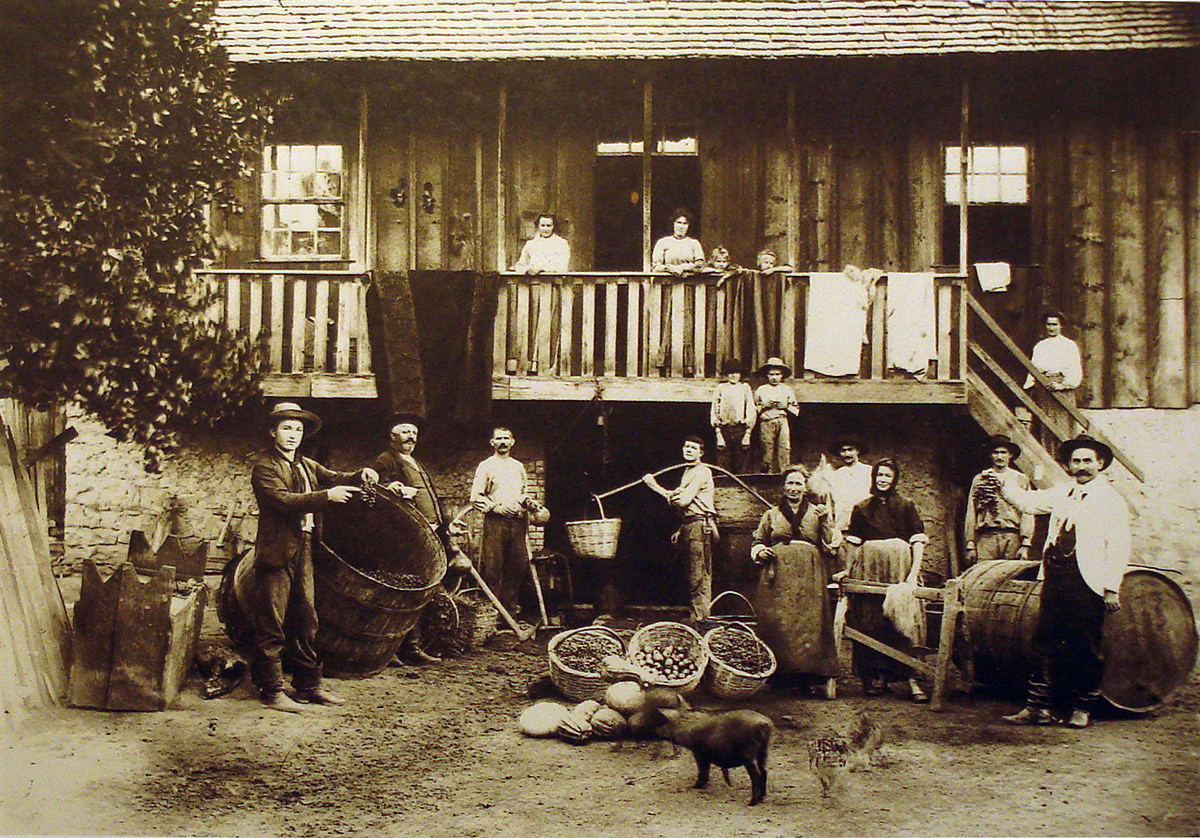
Família Boff expondo seus produtos em Ana Rech, zona rural de Caxias do Sul, 1904. Foto do AHM.

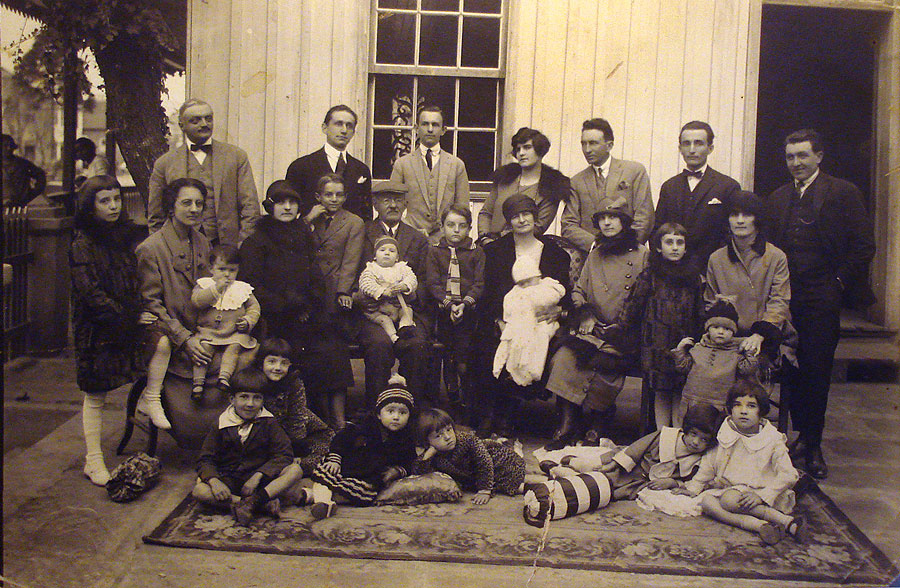
Família de João Paternoster, c. 1920-30.

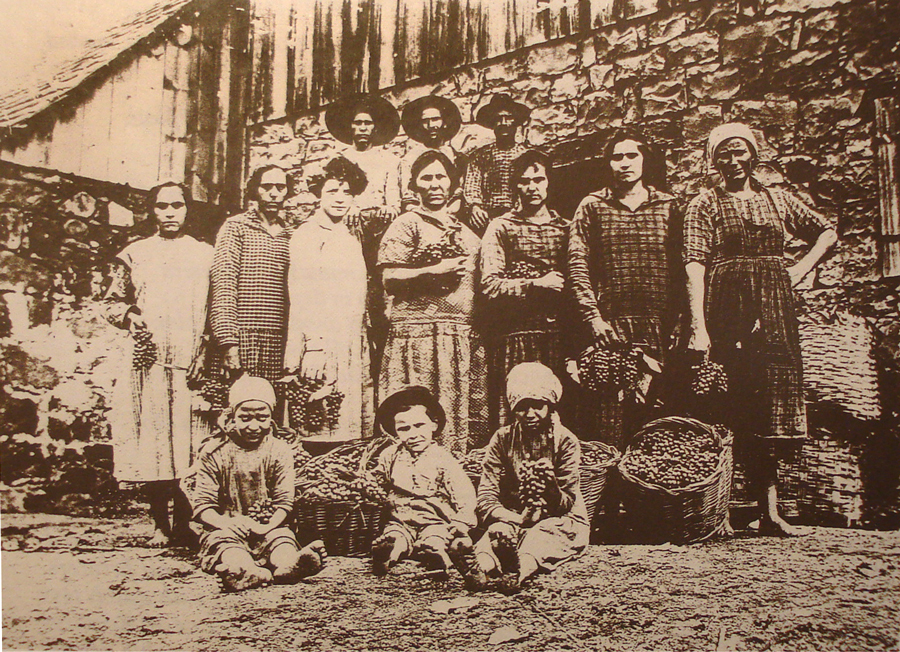
O trabalho da mulher, c. 1910.

A sociedade caxiense em sua fundação era estruturada em torno do núcleo familiar e da cultura italiana trazida com os imigrantes, fortemente marcada pelo Catolicismo. A preocupação com a subsistência era o fator determinante da organização do tempo, restando pouco para atividades educativas e culturais, embora a falta de escolas na colônia fosse criticada desde o início. A dedicação ao trabalho era um valor fundamental, mas as técnicas agrícolas trazidas da Itália não serviam bem ao clima e geografia diferentes do sul do Brasil, e a adaptação da cultura agrária italiana tradicional para um substituto aclimatado não se deu sem penosas dificuldades.
O homem era o líder da família, e distribuía as funções de cada membro do grupo familiar. A ele, o "pai-patrão", e aos filhos mais crescidos, cabia o trabalho mais pesado da carpintaria e da ferraria, e do desbaste da mata e da abertura das lavouras, as quais, junto com as hortas e as criações de animais, depois ficavam sob o cuidado principalmente da mulher e das filhas e filhos menores, desde pequenos acostumados à dura lida na terra da manhã à noite. E como dependia só deles a própria sobrevivência, as famílias tendiam a ser numerosas a fim de se criarem mais braços para o trabalho. Os pequenos lucros eram economizados para aquisição de terras a fim de garantir o futuro dos descendentes ou investidos na pequena indústria doméstica.
Esse sistema hierarquizado e patriarcal de produção familiar seria continuado até mesmo avançando o século XX, quando a sobrevivência diante de uma natureza selvagem já não era uma ameaça urgente. À mulher cabia um papel subordinado, o qual, embora pouco reconhecido, era básico como auxiliar no trabalho e centro aglutinador da família, onde se estruturava toda aquela sociedade primitiva. Era ela a "matriz reprodutora", necessária para aumentar o número de familiares disponíveis para o trabalho, se encarregava também da educação elementar da prole, da instrução religiosa inicial e desempenhava funções socializadoras importantes. Era a figura mediadora por excelência, apaziguando conflitos, facilitando a solidarização entre as gerações e o contato entre os diversos grupos de colonos. Também se deveu à mulher, principalmente às avós, a preservação da memória oral, na transmissão de tradições que até hoje se cultivam em alguns pontos da cidade, ensinando às gerações sucessivas músicas, lendas sacras e profanas, artes manuais, jogos infantis, e a culinária típica da região. De qualquer forma, o modelo patriarcal se repetiu na zona urbana à medida que ela foi crescendo, com seus ofícios e demandas diversos.

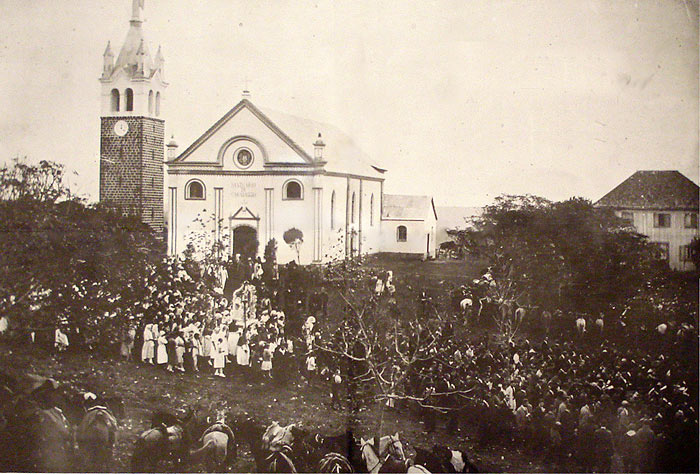
O Santuário de Nossa Senhora de Caravaggio, hoje no município de Farroupilha, desmembrado de Caxias do Sul, tipifica a capela colonial italiana. Foto do AHM, década de 1920-30.

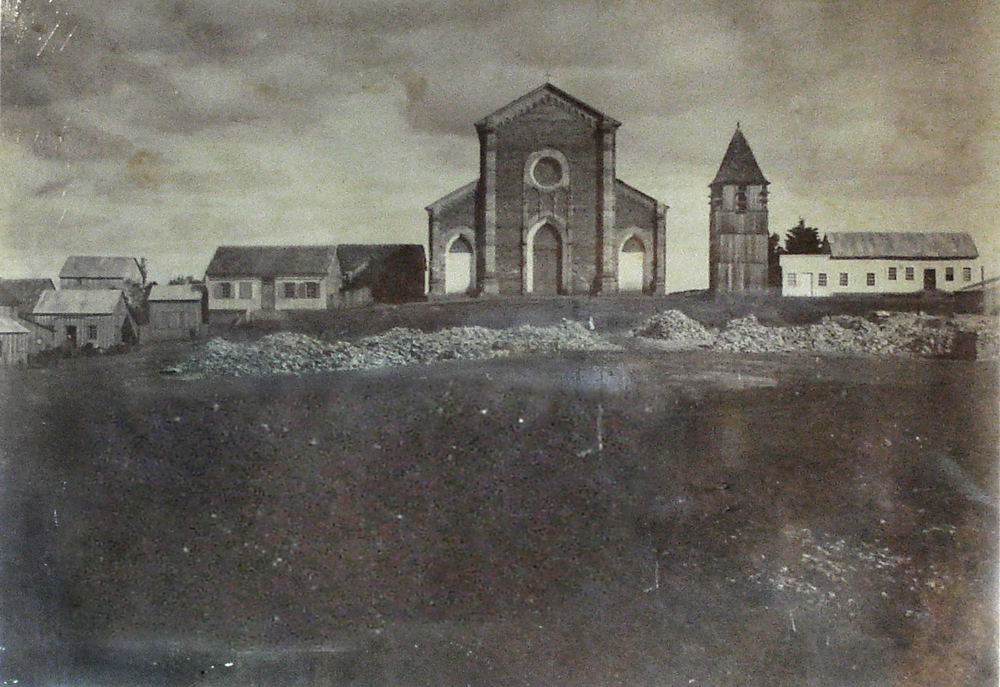
A Praça Dante Alighieri com a Catedral de Caxias em 1899. Foto do AHM.

Contudo, a maior força unificadora entre os primeiros colonos foi a religião católica. Vindos de um país que acabara de se unificar, não havia entre eles um sentido de pátria em comum, mas diferenciavam-se "nacionalmente" segundo a região de onde provinham. Tampouco a língua trazida da Itália serviu como elo comum, já que falavam diferentes dialetos itálicos, alguns quase completamente incompreensíveis entre si. A religião, único elemento de fato compartilhado por todos, funcionou assim como ponte integradora entre os grupos. Como afirmou Olívio Manfroi, "a expressão religiosa, em suas manifestações cotidianas e festivas, era o sinal mais significativo do universo cultural dos imigrantes italianos. Era a referência primeira e indispensável de filiação ao grupo. [...] Foi através da religião católica que o imigrante italiano se encontrou consigo mesmo e com os outros".
Destarte, aquela cultura foi pautada pelo referencial religioso, logo assumindo grande importância as capelas, que se multiplicavam em cada travessão e centralizavam as festas e comemorações grupais. A capela foi o centro social em torno do qual iniciou a urbanização dos distritos e da sede municipal, e em sua volta aparecem o salão de festas, as canchas esportivas, os bolichos, as escolas e o comércio. Até hoje a Diocese de Caxias do Sul possui sob sua jurisdição 678 capelas que agregam um grande contingente humano na zona rural. Na maioria delas não havia sacerdote permanente, e o culto era conduzido por leigos que tinham algum conhecimento do latim eclesiástico e dos ritos e tradições. Era essa figura quem catequizava, liderava a reza comunitária do terço, fazia as orações fúnebres, batizava, abençoava as colheitas e os doentes e em certos casos até mesmo celebrava a missa dominical. Esses costumes heterodoxos, nascidos espontaneamente da necessidade popular, em vista da escassez de padres para atenderem a um território vasto, não tardaram a entrar em conflito com a autoridade eclesiástica instituída regularmente, mas o papel do "padre-leigo" na sociedade colonizadora foi de enorme importância. Mesmo quando sacerdotes itinerantes acorriam em socorro dos fiéis se notava uma fraca adesão à ortodoxia. Crônicas desses missionários lamentam que o povo participasse vivamente dos festejos de fundo religioso, mas se esquivasse da confissão e da comunhão. Não obstante, a Igreja pôde dar início em 1893 à construção da Catedral de Caxias do Sul, hoje a sede do Bispado, a partir do esforço conjunto da comunidade de imigrantes, que trabalhou nas obras gratuitamente e desembolsou a elevada soma de 150 contos de réis até a data de sua inauguração em 1899, quando ainda faltavam todo o revestimento da fachada e as decorações internas. Na consagração solene do templo em 15 de outubro de 1900 o Bispo Ponce de Leão crismou 5 mil pessoas.
A religião também foi a responsável pelo aparecimento das primeiras manifestações artísticas da colônia, e desde o início houve artífices que esculpiram estátuas e altares, e pintaram imagens devocionais. Dentre eles se destacaram Tarquinio Zambelli, Francisco Meneguzzo e Pietro Stangherlin, deixando obra significativa em muitas igrejas e capelas da região e outras hoje preservadas no Museu Municipal de Caxias do Sul.

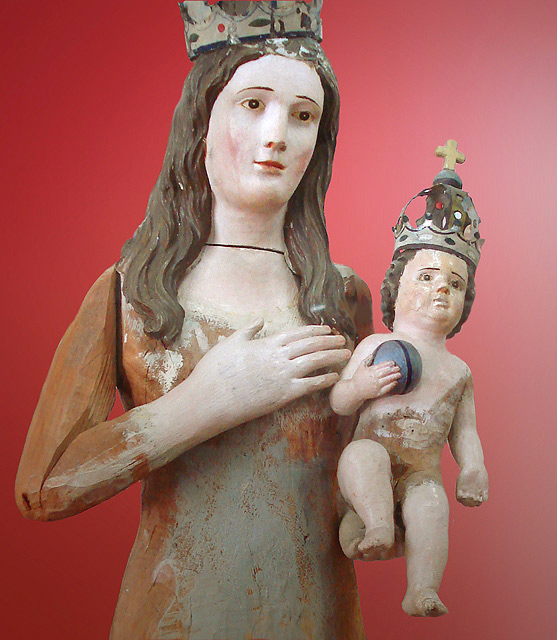
Taquinio Zambelli: Nossa Senhora da Misericórdia com o Menino, 1885. Estátua de roca, Museu Municipal
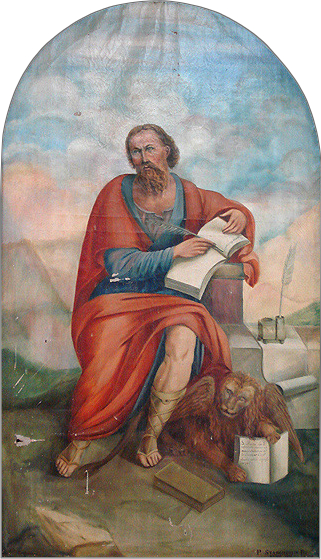
Pietro Stangherlin: São Marcos evangelista, 1890. Museu Municipal
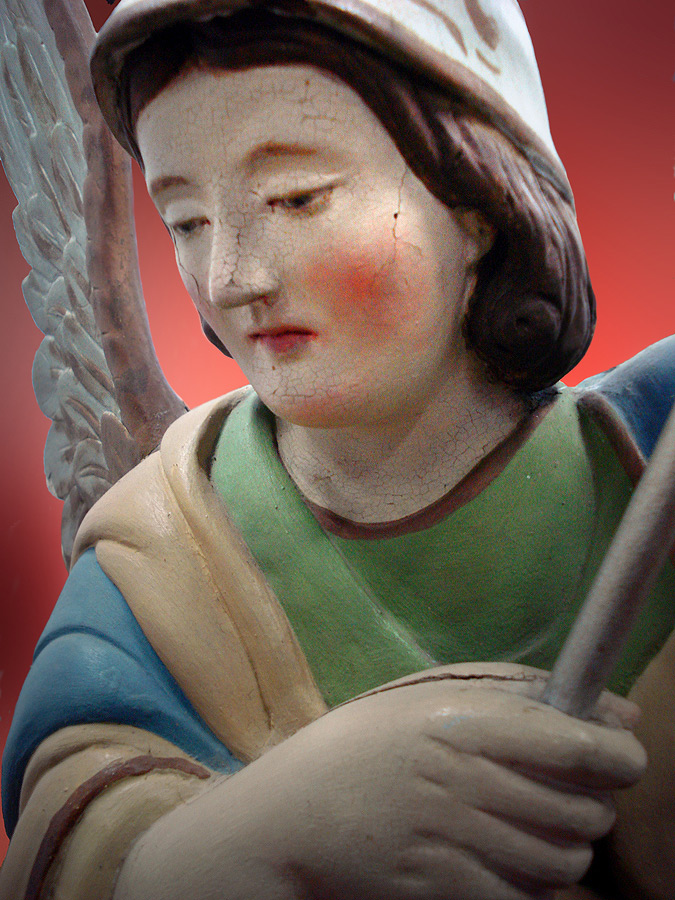
Pietro Stangherlin: São Miguel, detalhe. Museu Municipal
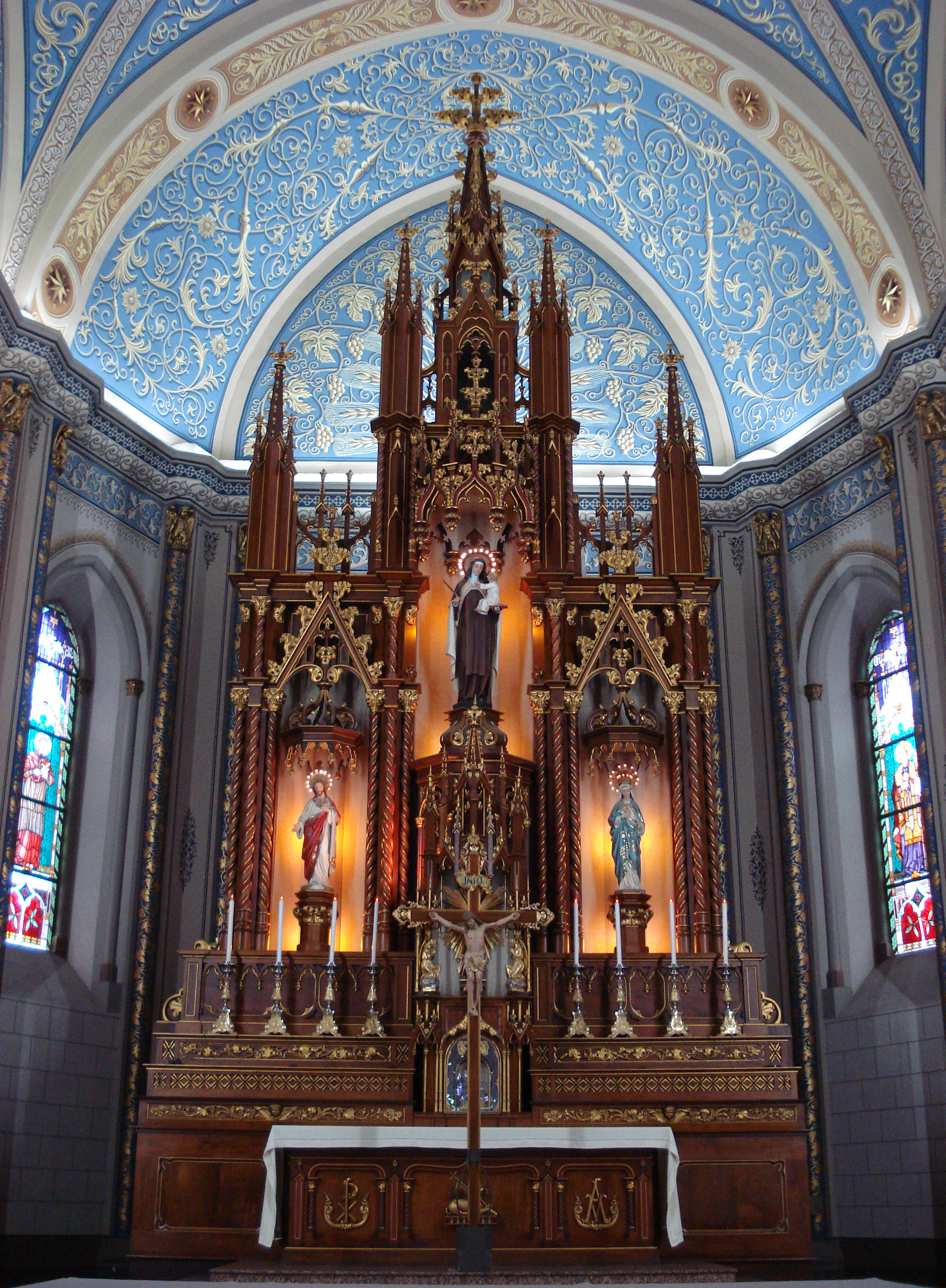
Francisco Meneguzzo: Altar-mor da Catedral, c. 1913

### A língua e a educação
Eram poucos os italianos que tinham alguma cultura, e eles falavam uma diversidade de dialetos de suas províncias de origem. O relativo isolamento da colônia e a convivência entre os grupos de origens várias com o tempo fez nascer um novo dialeto, o talian, diferente de todos, uma espécie de língua franca que incorporava elementos de cada um e também do português. A progressiva perda de contato com a Itália e a cessação da chegada de novos imigrantes na virada do século favoreceu ainda mais a disseminação desse novo modo de falar, que passou a ser empregado em todos os momentos, oralmente ou por escrito, e teria um uso predominante na região até a II Guerra Mundial. Neste momento os italianismos foram severamente reprimidos pelo governo e começaram a declinar também pela crescente integração das colônias com a cultura brasileira e pela universalização do ensino público, entre outras razões, embora não tenham desaparecido e até hoje sejam encontrados, especialmente na zona rural. Nesse contexto linguístico alcançou grande repercussão na colônia a publicação entre 1924 e 1925 em talian, pelo jornal Staffetta Rio-grandense, do folhetim que contava a história de Nanetto Pipetta, um personagem fictício criado pelo frade Aquiles Bernardi que se tornou um símbolo de todo o processo imigratório e um espelho para cada imigrante.

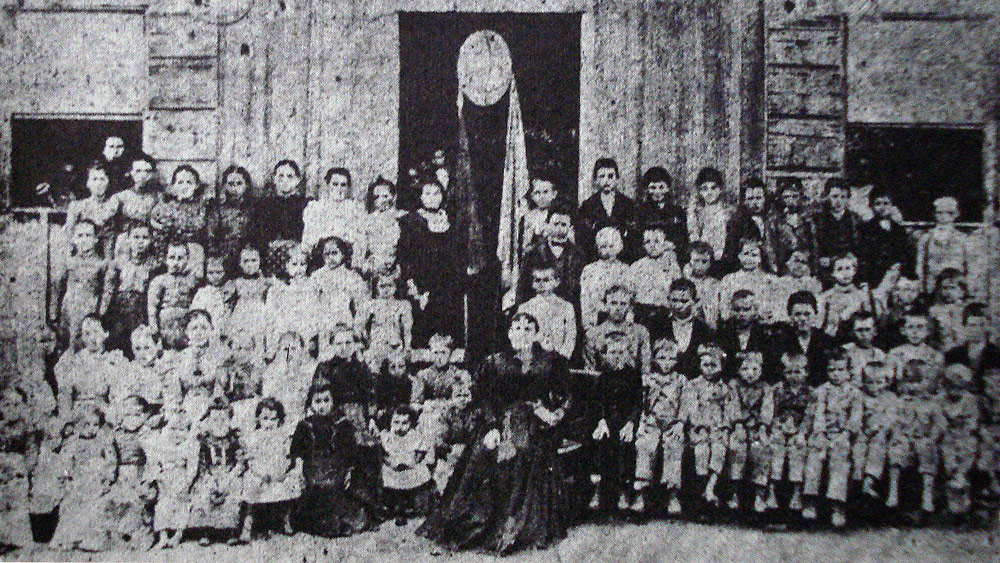
Luíza Morelli Marchioro e seus alunos em frente de sua residência-escola.

Nos difíceis trabalhos da fundação de uma nova cidade em ambiente inóspito, a educação formal tinha pouco espaço, e se dirigia basicamente à instrução elementar, sem maiores pretensões, e desde que os cursos não interferissem no trabalho, a prioridade para todos. Aproximadamente 80% dos recém-chegados eram analfabetos, mas passadas cerca de duas décadas o índice de analfabetismo havia caído para em torno de 30% para os homens e 70% para as mulheres. Mesmo com a carência inicial de professores e de escolas, um ensino rudimentar foi organizado já em 1875, ano de chegada dos primeiros imigrantes, e ministrado por alguns dos mais instruídos. Geralmente as aulas eram dadas em alguma casa espaçosa, e mais tarde nas escolas simples construídas para esse fim. Entre os primeiros educadores cujo nome se lembra estavam Giacomo Paternoster, o primeiro professor profissional ativo na cidade, Luíza Morelli Marchioro, a Maestra, figura que se tornou célebre na região, ensinando informalmente em sua residência na 7ª Légua desde antes de 1877, quando foi contratada pelo governo provincial, e Abramo Pezzi, que também deixou uma marca notável na primitiva história do ensino caxiense.
Logo essas escolas privadas proliferavam em todos os travessões, com aulas principalmente em dialeto e italiano e, em menor escala, em português, que poucos compreendiam, embora desde o começo do processo educativo regional tenha sido entendido que a alfabetização no vernáculo era um fator importante para a socialização e o sucesso na vida, sendo registradas diversas solicitações ao governo para a abertura de escolas em português, que o mais das vezes não foram atendidas, e daí o caráter provisório e improvisado do ensino, quando abriam tantas aulas novas quanto outras fechavam. Também era marcante a orientação religiosa nesses estabelecimentos, muitos deles funcionando em capelas e igrejas, dirigidos por religiosos ou vinculados de outra forma à religião estruturada. Foram ordens religiosas como as Josefinas e os Lassalistas as responsáveis pela fundação de colégios que hoje se contam entre os principais da cidade, como o Colégio São José (1901) e o Colégio Nossa Senhora do Carmo (1908). Outras escolas eram mantidas por associações laicas como a Sociedade Príncipe de Nápoles, importantes porque além do ensino fomentavam a cultura italiana em geral. O Estado brasileiro não interferiu decisivamente nessa instrução involuntariamente étnica até o final da década de 1920, quando passou-se a favorecer uma "nacionalização preventiva" com a abertura de várias escolas apenas em português ao lado das étnicas. O ensino em italiano ou em dialeto só seria definitivamente suprimido em 1938-39, com uma seqüência de decretos federais que estabeleceram a nacionalização compulsória para todos e aceleraram o processo de oficialização e laicização do ensino.
Em 2017 a língua talian foi cooficializada no município de Caxias do Sul, a partir do decreto do presidente da Câmara de Municipal de Vereadores, Felipe Gremelmaier (PMDB).

### Tradições

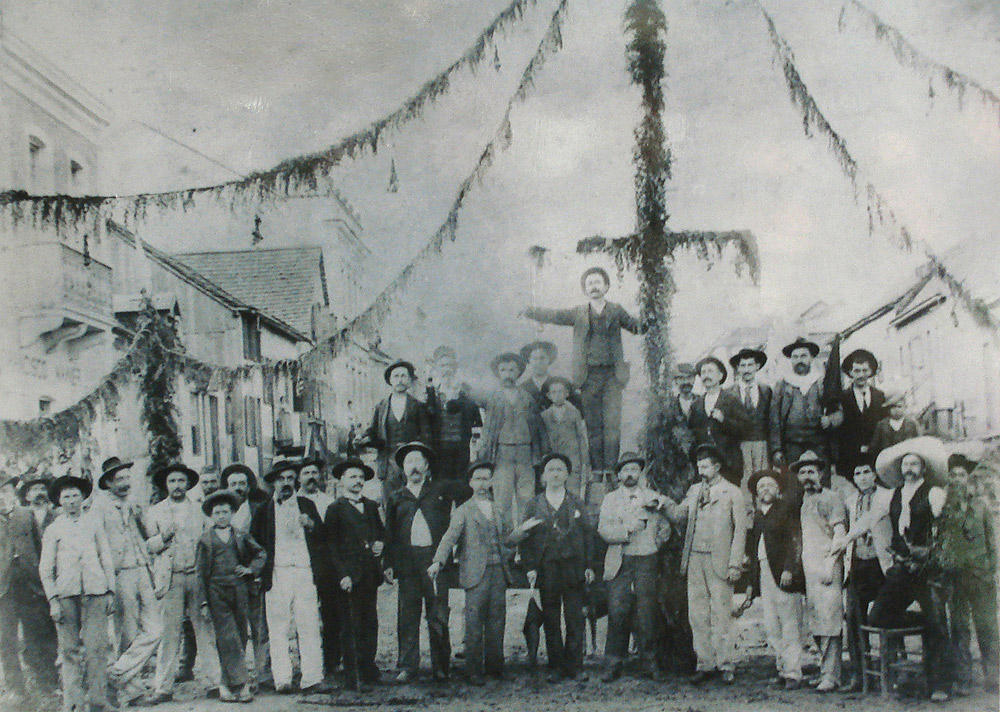
Comemorações de Ano Novo de 1899

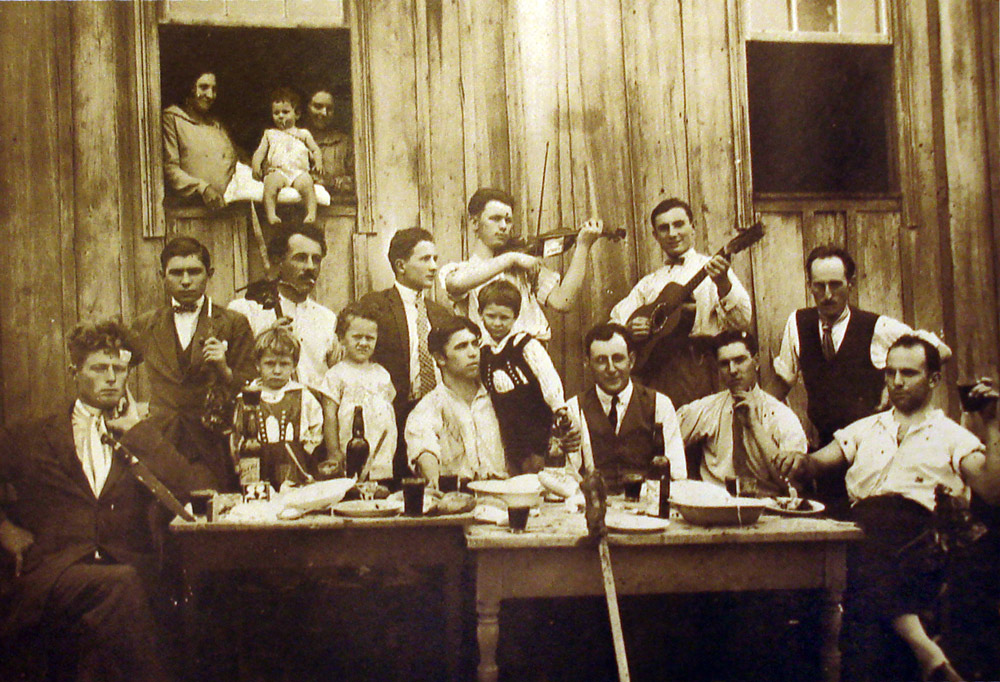
Reunião da família Benvenutti, 1928.

Entre as fadigas da dura jornada de trabalho dos imigrantes, algum tempo, escasso que fosse, era dedicado ao cultivo das tradições trazidas da Europa. Ao contrário da Itália, onde os agricultores viviam em vilarejos com casas muito próximas, os paesi, de onde saíam para trabalhar os campos do entorno, na colônia as habitações eram distantes uma da outra, e a necessidade do encontro social se fazia mais premente.
O filó, a reunião entre as famílias, era o momento privilegiado onde acontecia esse cultivo. Aconteciam principalmente na zona rural, aos sábados à noite ou depois da missa dominical, nas cozinhas das casas, ou nas cantinas, e delas todos participavam. Os homens conversavam e jogavam cartas, bocha ou a mora, as mulheres praticavam artes manuais como o crochê, a costura e a confecção da dressa, uma trança de palha de milho que dava origem aos chapéus, e trocavam suas experiências, enquanto as crianças brincavam com brinquedos rústicos. Em meio a essas reuniões, acompanhadas de um bom copo de vinho, do salame, dos grostoli, do pão e do queijo, surgiam as cantorias em coro, geralmente sem acompanhamento instrumental, de longas canções tradicionais, marcadamente narrativas, que lembravam sua terra italiana, cantavam sua saudade dos parentes distantes, falavam do amor e do trabalho. Il primo, ou guia do coro, iniciava os versos, e o conjunto completava a estrofe. Para o Natal havia tradições especiais, quando grandes grupos percorriam todas as linhas e visitavam todas as casas, cantando as canções da stela e portando uma tocha enfeitada com uma estrela de papel - era o anúncio da nova stela, a nova estrela que simbolizava o nascimento de Jesus. No dia do padroeiro da capela ocorria a sagra, outra festa ritual também marcada pela prática coletiva da música, mas agora, quando possível, havia até uma banda para acompanhamento. O mesmo acontecia nos casamentos, nas festas de Ano Novo, e em outras datas importantes.

## A cidade na primeira metade do século XX

### Economia e infraestrutura

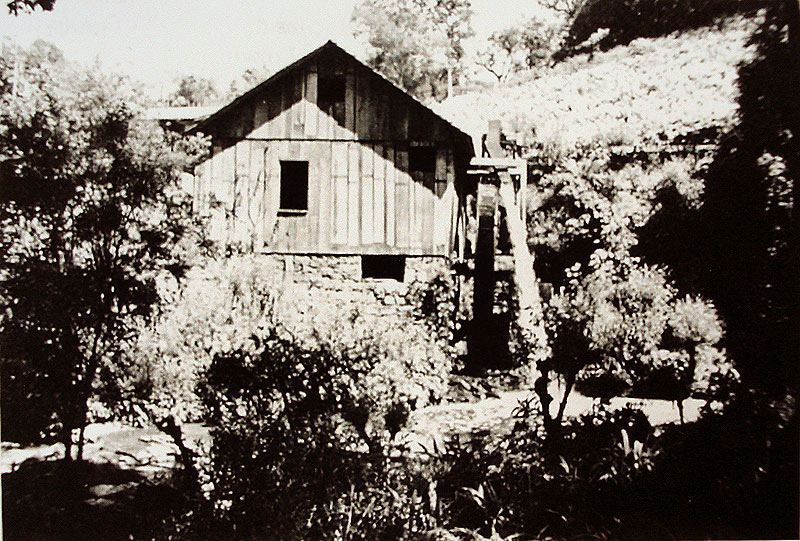
Um dos primeiros moinhos de Caxias do Sul, no distrito de São Romédio, 1881.

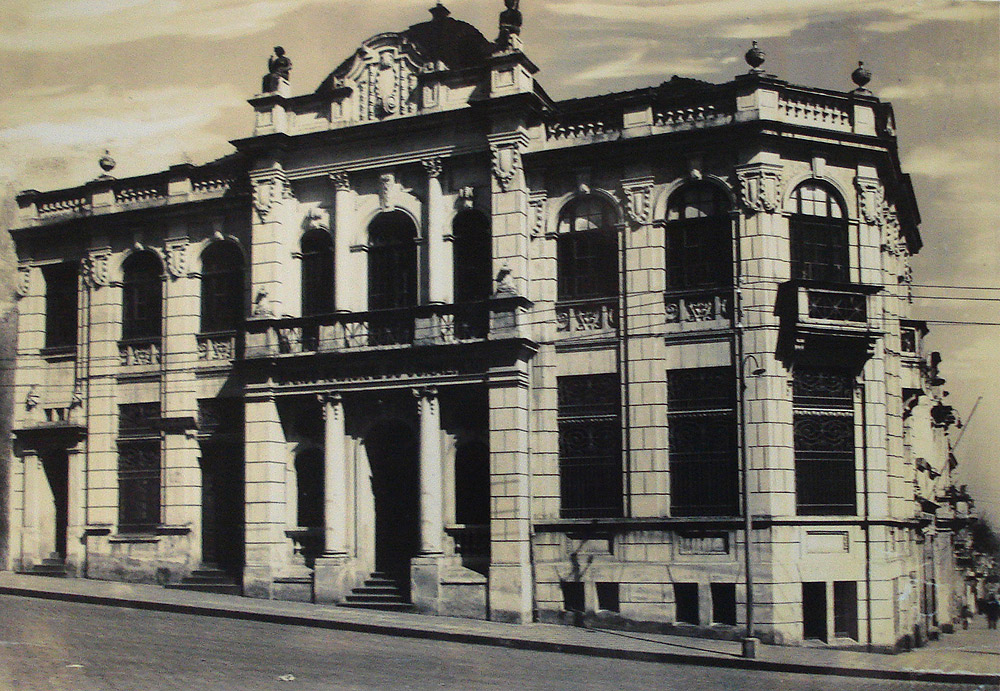
Prédio do Banco Nacional do Comércio, década de 1920. Foto do AHM.

Na virada do século, o setor industrial estava se estruturando a partir da microindústria artesanal de transformação de produtos alimentícios básicos como o milho e trigo para farinha, a uva para o vinho e a graspa, os suínos para embutidos e banha, e de produtos naturais como a madeira da araucária, que existia em abundância e tem excelente qualidade. O comércio já mostrava um desenvolvimento também expressivo fazendo circular esses produtos derivados, tanto que contatos comerciais para colocação do vinho caxiense já estavam estabelecidos com São Paulo por pioneiros como Abramo Eberle. De fato, o apelido de "Pérola das Colônias" pelo qual a cidade é conhecida foi-lhe dado por Júlio de Castilhos quando a visitou já em 1890, admirado com o trabalho realizado em tão pouco tempo. Em agradecimento, em 1893 a municipalidade batizou com o nome do político sua principal rua.
O século inicia com um acontecimento de importância: a fundação, em 1901, da primeira entidade de classe da cidade, a Associação dos Comerciantes, sinal visível do início da organização da sociedade em bases mais efetivas. A associação teve papel de enorme relevo em toda a região e surgiu como a maior força social depois da Intendência e do Conselho Municipal caxienses. Mantinha um controle rígido e eficiente sobre o comércio, tinha grande influência junto ao poder constituído, intervindo beneficamente em crises econômicas como as de 1923 e 1929 e em problemas de infraestrutura local como nas carências de energia elétrica e de água, participou do movimento que alterou o traçado original da BR-116 para que passasse pela cidade, assumiu a direção da Festa da Uva e estendia sua atuação à área assistencial, como quando na Revolução de 1930 auxiliou as famílias dos combatentes caxienses e deu mais tarde subsídios para implantação de programas de saúde e educação públicas. A associação, apesar de algumas crises internas e desavenças com as autoridades, liderava todas as questões que de uma forma ou outra diziam respeito aos interesses das classes produtoras, mesmo quando se tratavam de assuntos exclusivamente agrícolas ou industriais, já que todas as atividades produtivas nessa fase desembocavam no comércio.
O telefone já havia sido introduzido em 1895, o telégrafo chega em 1906, e o jornal La Libertà inicia sua publicação (em italiano) em 1909, retirando a cidade de seu relativo isolamento. Também aparecem nos primeiros anos do século XX associações beneficentes como a Associação das Damas de Caridade (1913) e o primeiro hospital importante, o Nossa Senhora de Pompéia, inaugurado em 1920, e os primeiros bancos abrem suas agências - Banco da Província em 1918, Banco Nacional do Comércio em 1920. A energia elétrica ilumina a cidade a partir de 1913, oferecendo maior conforto e possibilidades de socialização, ao mesmo tempo em que impulsiona as atividades produtivas.
As feiras agro-industriais se multiplicam na zona rural e na sede urbana, se expandem até para a capital do estado, e se consolida a Festa da Uva como atração comercial e turística de âmbito regional. Os profissionais autônomos especializados encontram um mercado maior e são formados sindicatos, acompanhando a crescente urbanização da sede, que começa a edificar com maior sofisticação em alvenaria abandonando as construções de pedra e madeira que eram típicas dos primeiros tempos, e podendo agora erigir monumentos e se preocupar com a macadamização das ruas centrais e o embelezamento dos principais logradouros públicos.

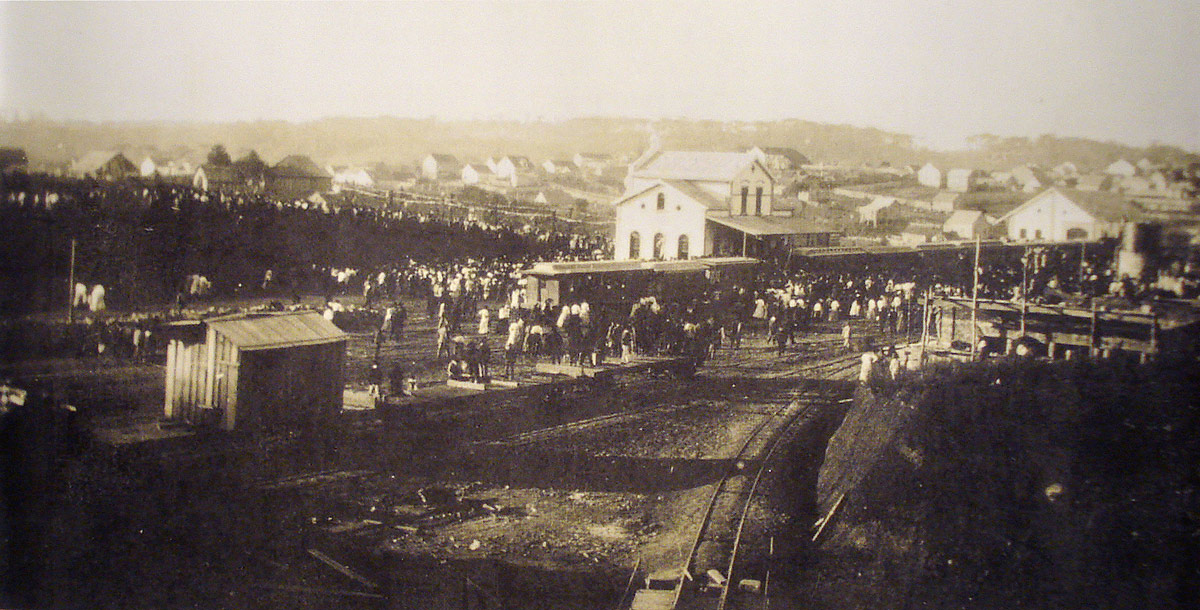
Inauguração da Viação Férrea em 1 de junho de 1910, data da elevação da Villa de Caxias à condição de cidade. Foto do AHM.

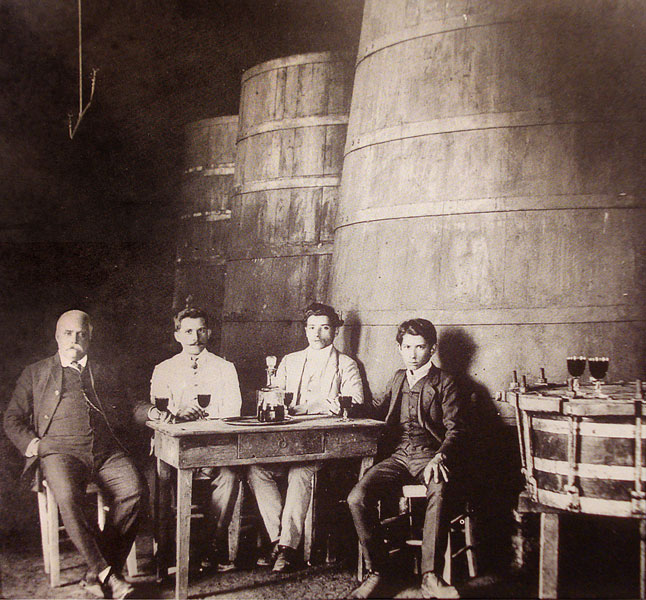
Cantina de Antonio Pieruccini, 1910. Foto do AHM.

Em 1º de junho de 1910, a "Vila de Santa Tereza de Caxias" foi elevada à condição de cidade pelo Decreto 1.607, simplificando seu nome para "Caxias", no mesmo dia em que chegava ali o primeiro trem. As estatísticas de 1910 revelam que já funcionavam na cidade 235 indústrias e 186 casas comerciais. Outras etnias, como os portugueses, polacos, negros, alemães, judeus, eram atraídas para lá e contribuíam para o desenvolvimento geral, e a agropecuária já não era a base maior da economia, embora ainda sustentasse tanto comércio como a indústria. Na primeira metade do século XX, as atividades de cultivo e transformação da uva voltadas para o comércio se firmariam como o principal interesse econômico local.
Contudo, em 1911, se deflagra uma séria crise no setor vitivinícola causada pela supersafra e pela adulteração do vinho nos centros distribuidores do Rio de Janeiro e São Paulo, com o consequente descrédito do produto, obrigando o governo federal a contratar a Itália Stefano Paternó para organizar as primeiras cooperativas de produtores no sul. A iniciativa contou com o apoio imediato do governo estadual, que as isentou de vários impostos, e foi Paternó quem conseguiu reorganizar também a Associação Comercial, que estava na época desativada por problemas diversos, e a conduziu a uma fase de maior entendimento com o poder público. Não obstante seus esforços, as cooperativas em sua maioria fracassaram e a crise se prolongaria com altos e baixos até a década de 1930.
As grandes crises internacionais da primeira metade do século não produziram efeitos excessivamente negativos na cidade, ao contrário. A I Guerra Mundial sequer foi mencionada nas atas da Associação Comercial até 1919. O número de categorias empresariais na época se elevou para mais de 40, com um capital de quase 5 mil contos de réis, e a dificuldade nas trocas internacionais imposta pelo conflito obrigou a indústria local a encontrar soluções alternativas para a falta de certos bens importados, destacando-se a atuação da Metalúrgica Abramo Eberle, que foi mais tarde uma das forças para o direcionamento da economia local para o setor metal-mecânico, hoje a principal fonte de rendas do município. Houve ainda a introdução de novo maquinário e técnicas modernas no campo da vitivinicultura.

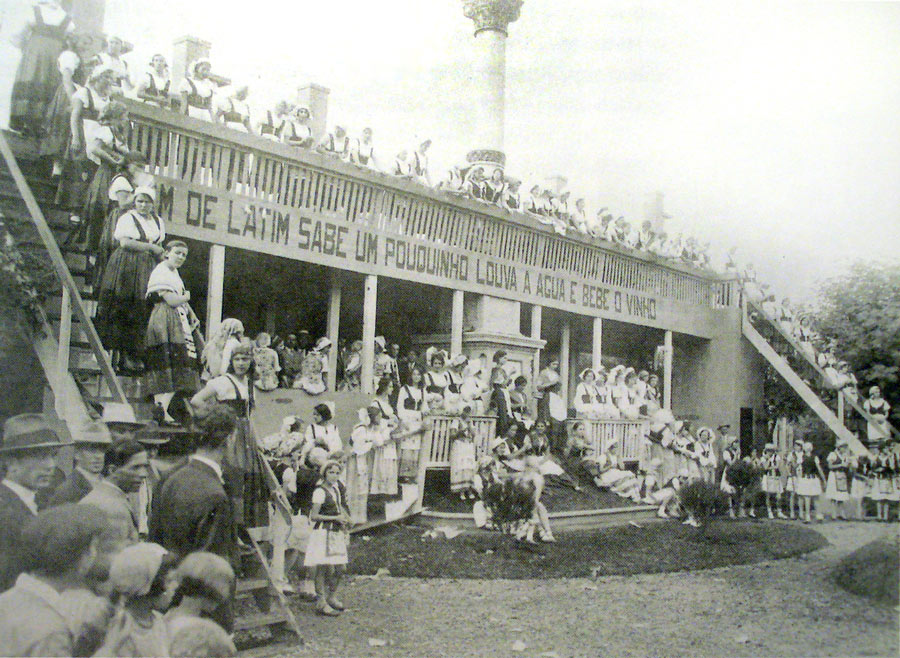
Pavilhões da Festa da Uva de 1932, na Praça Dante Alighieri. Foto do AHM.

Da mesma forma, a Grande Depressão de 1929 estimulou a industrialização interna a fim de suprir um mercado em crescimento que dependia até então mais das importações. Mesmo que tenha sido sentido um impacto na região pela escassez de capital circulante, limitando o crédito e impedindo o cumprimento de compromissos, o incentivo do governo federal às atividades primárias resultou, num primeiro momento, em crescimento do comércio e indústria locais, ainda fortemente baseados no beneficiamento de produtos naturais. Contudo, esse crescimento em meio a uma crise geral logo desencadeou uma grave escassez de energia elétrica e de transportes, chegando ao ponto de afugentar empresas e ameaçar o funcionamento de uma das maiores indústrias caxienses da época, a de Abramo Eberle. Novamente a Associação Comercial interveio e aglutinou os esforços da classe empresarial e do poder público, contornando o problema, e demonstrando a grande união da sociedade em torno de objetivos comuns. Apesar do apoio do governo Vargas às atividades primárias, sua nova legislação trabalhista e previdenciária obrigou a uma reestruturação das relações sociais de trabalho. Assim foram reorganizados o calendário de trabalho e o Sindicato dos Comerciantes e Industriais, e foi criada uma Comissão Mista de Conciliação das Classes Empresariais e Trabalhadora, visando uma adequação à nova legislação. Novas determinações da administração municipal na área de saúde pública ao final da década de 1930 também tiveram o efeito de melhorar as condições de trabalho nos estabelecimentos comerciais e industriais da cidade, e as questões do fornecimento de água e luz, e disposição dos esgotos e do lixo, passaram a receber atenção concentrada do poder público.

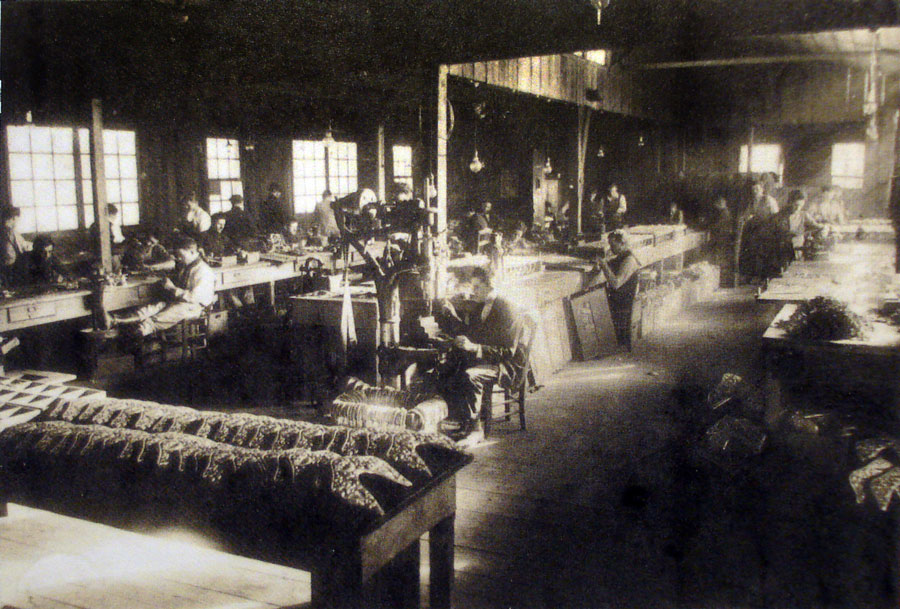
Interior da Metalúrgica Abramo Eberle. Foto do AHM.

Durante a II Grande Guerra, outra vez os problemas se convertem em benefícios e se observa um crescimento na atividade das indústrias. Algumas empresas locais foram declaradas pelo governo como "de interesse militar", e confiscadas para produzirem com plena capacidade para o exército. Seus operários eram tratados como soldados e eram impedidos de abandonar o local de trabalho sob pena de serem considerados desertores. Essa pressão acabou por estimular o surgimento de uma economia mais dinâmica, começando a ser abandonado o padrão econômico tradicional.
Em suma, na primeira metade do século XX a cidade cresceu muito e diversificou seu espectro econômico, levada a isso tanto pelo sucesso da vitivinicultura como pela progressiva urbanização e pela falência do sistema colonial da pequena propriedade familiar. A sucessiva fragmentação das propriedades rurais entre os múltiplos herdeiros as tornou incapazes de prover o sustento das famílias, geralmente grandes, ocasionando o êxodo rural e transformando boa parte dos antigos agricultores em operários das indústrias e comércios, que se expandiam na sede urbana, tornando-se comum também a figura do camponês que trabalhava parte do tempo como operário urbano para complementar a renda de seu grupo. É interessante assinalar que a atividade do operário era considerada leve para quem estava acostumado com o trabalho exaustivo na terra. No total o trabalhador não raro acumulava 16 horas de trabalho diário. Também era comum na cidade o trabalho infantil, assim como ocorria no campo.
Apesar das dificuldades da transição de um modelo econômico para outro, de crises econômicas e de problemas políticos e sociais, o resultado global foi expressivamente positivo, como mostram alguns indicadores. O número de escolas públicas cresceu sem cessar: em 1901 são 20 na zona rural e 4 na zona urbana; em 1914 são criadas duas de ensino técnico; em 1922 já são 79 rurais, 14 estaduais e 20 administradas pelo município, e, entre 1946 e 1948, são fundados 23 cursos supletivos e também bibliotecas rurais itinerantes. O orçamento municipal para a educação se moveu de 0,93 por cento em 1902 para 12,81 por cento em 1949, e a população urbana passou de 2 500 em 1900 para 36 742 pessoas em 1950. Muito desse progresso econômico inicial se deveu à formação de uma cultura característica da região, que se fundava nos laços étnicos, nos objetivos comuns e numa rede de confiança mútua e cooperação entre os participantes, o chamado capital social, que é uma força produtiva por si mesmo, "possibilitando a realização de certos objetivos que seriam inalcançáveis se ele não existisse". A primeira metade do século encerra na cidade com o aparecimento de uma emissora de rádio, a Rádio Caxias, que a partir de 1946 também deu sua contribuição à economia por servir de eficiente veículo de propaganda das empresas, quando até então a divulgação dos produtos dependia de jornais, do boca a boca e de alto-falantes.

### A cultura se diversifica

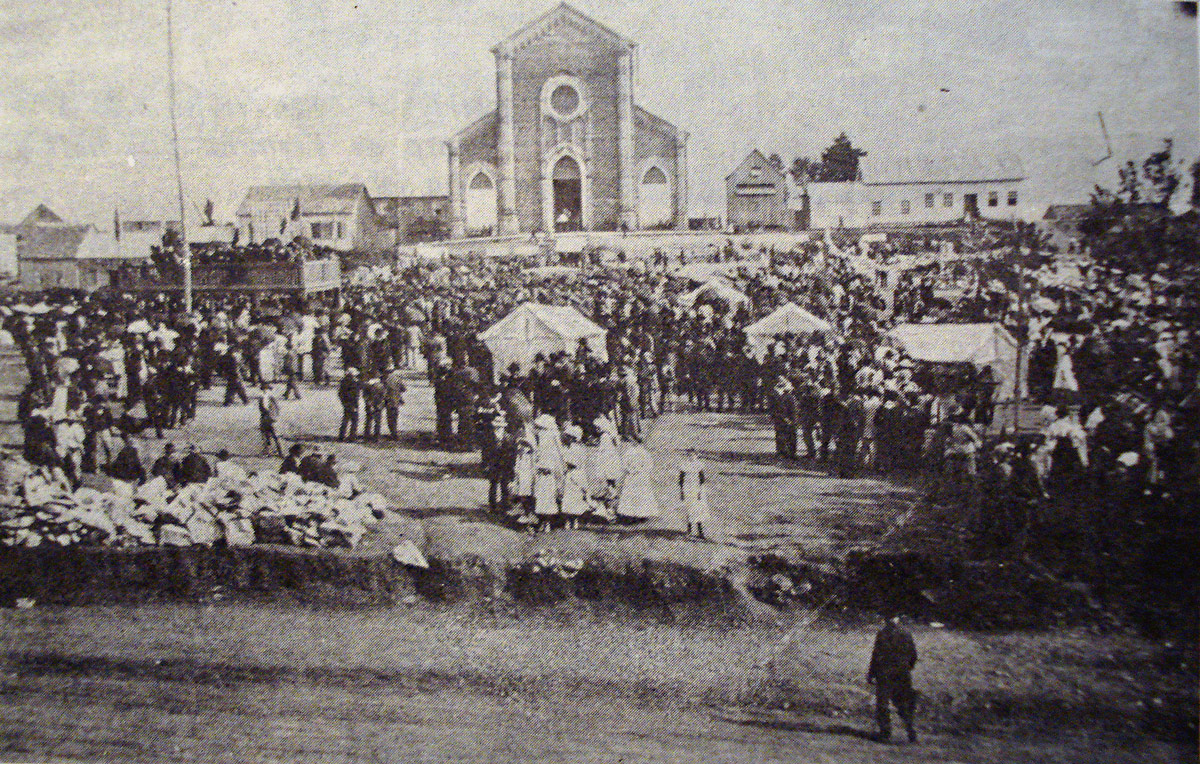
Quermesse na festa de Santa Teresa de 1910

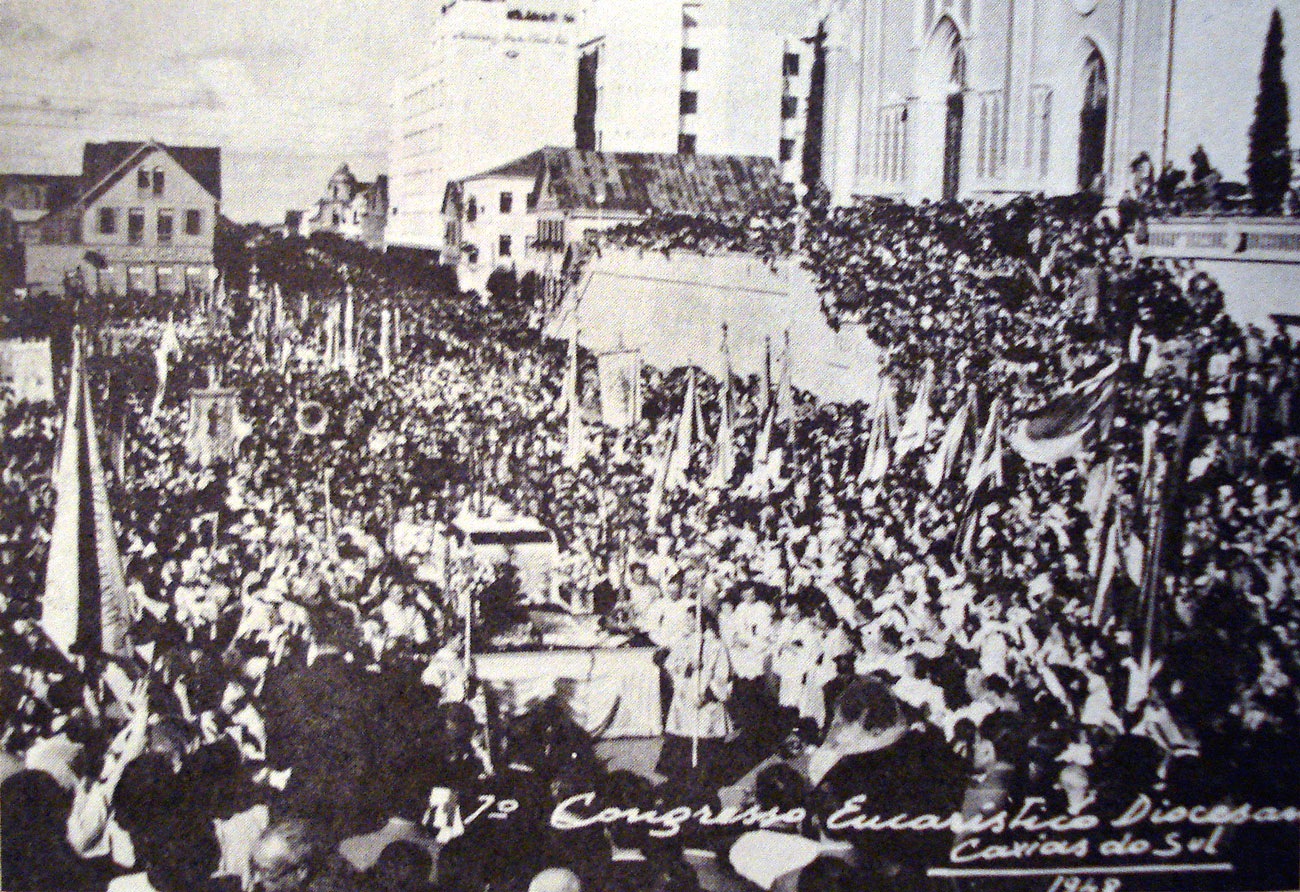
Congresso Eucarístico Diocesano em 1948

As festas religiosas continuavam a ter papel relevante na congregação social, e, em função do enriquecimento da cidade, podiam mesmo aumentar agora seu brilho, contando com a colaboração diligente de várias sociedades de caráter devocional, como o Apostolado da Oração e a Juventude Feminina Católica, que organizavam as atividades, recolhiam doações e preparavam os ornamentos. As datas mais celebradas eram as festas principais da igreja, como o Natal, a Páscoa e o dia da padroeira da Catedral, Santa Teresa de Ávila. Essas festas, que incluíam missas, procissões e litanias nas igrejas, eram acompanhadas de quermesses com várias atrações populares: jogo da tômbola, jogo da mora, pau de sebo, tiro ao alvo, apresentações de bandas e outras. De início ao ar livre, mais tarde no inverno passaram a acontecer em galpões ou no térreo do Bispado, e a partir de 1947, organizadas em torno da Catholica Domus, a secretaria episcopal, quando a novidade foi a compra pelo Bispado de um conjunto instrumental jazzístico para as apresentações do grupo "As Garotas do Jazz", que fazia grande sucesso.
Momento especial foi a realização do Congresso Eucarístico Diocesano em 1948, que mobilizou virtualmente toda a cidade e atraiu multidões de fora, quando foi construído um altar monumental na praça Dante e enorme cortejo de automóveis acompanhou o traslado da imagem de Nossa Senhora de Caravaggio desde seu santuário em Farroupilha até a Catedral, onde permaneceu por algumas semanas. Por fim, a celebração dos sacramentos como a Primeira Comunhão, a Crisma e o Casamento, verdadeiros ritos de passagem, continuava a ser rodeada com o máximo luxo que as famílias eram capazes de oferecer na confecção dos trajes, no adorno da igreja e nas festas que se seguiam, e tais datas constituíam um acontecimento tanto religioso como social.
Paralelamente à continuidade do fator religioso como elo unificador da sociedade, o crescimento econômico de Caxias do Sul e o fim da fase de assentamento dos imigrantes possibilitaram a formação de uma elite, que adquiria mais informação, era mais educada e pôde se dedicar mais ao lazer e à cultura em padrões menos folclóricos e mais cosmopolitas, enquanto a população em geral também se beneficiava desses avanços. Sob o estímulo das classes superiores são criados os primeiros cafés e clubes recreativos, como o Clube Juvenil (1905) e o Recreio da Juventude (1912), que ofereciam uma programação cultural aos seus sócios, incluindo récitas de poesia e música, concursos temáticos e esportivos, e realizando os primeiros bailes de gala. Grupos femininos de atividade social, cultural e beneficente como As Falenas e o Éden Juventudista, ligados respectivamente ao Clube Juvenil e ao Recreio da Juventude, contribuem para fortalecer a participação das mulheres na vida comunitária.

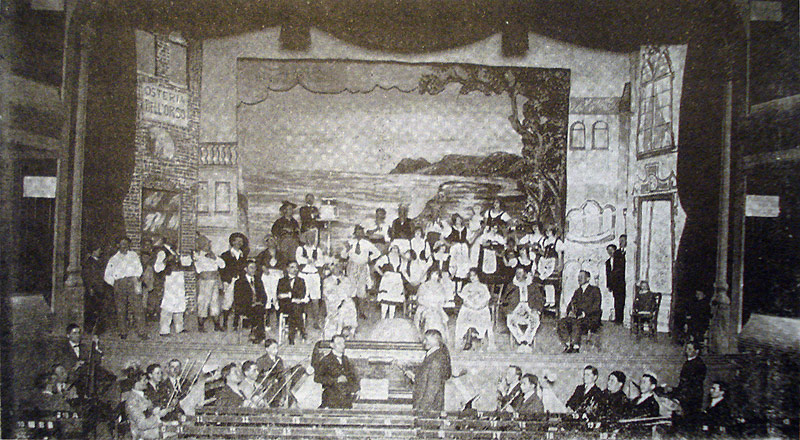
Cena da opereta Don Pasticcio no Cine Theatro Apollo, 1922. Foto do AHM.

Também aparecem clubes esportivos amadores, como o Esporte Clube Ideal (1910), o primeiro da cidade, o Esporte Clube Juventude (1913) e o Grêmio Esportivo Flamengo (1935). Em 1917 é criada pela Intendência a primeira biblioteca pública, e surgem os primeiros teatros e salas de cinema, como o Cinema Juvenil (antes de 1910), o Cine Theatro Apollo (1921), o Cinema Central (1927-28), que traziam a produção cinematográfica mais atualizada da época, davam espaço para companhias itinerantes de teatro e amadores locais, e até mesmo para grupos operísticos. Merece referência também a criação em 1937 do Centro Cultural Tobias Barreto de Menezes, fundado por Percy Vargas de Abreu e Lima, importante personalidade intelectual da cidade. O Centro oferecia cursos noturnos gratuitos de Humanidades e Ciências abertos a toda a população, desenvolvia uma série de outras atividades culturais, e foi um foco de discussão política em função das ideias socialistas do fundador. A atual Casa da Cultura da cidade leva o seu nome. Outra associação cultural importante foi o Centro Literário José de Alencar, criado pelo Círculo Operário Caxiense em 1939, realizando conferências, sessões de leitura e dispondo de boa biblioteca.
Os costumes sociais e a paisagem urbana são registrados no início do século pelos importantes fotógrafos Domingos e Reno Mancuso, Giacomo e Ulysses Geremia, Julio Calegari, muito requisitados na época e deixando obra extensa de grande sensibilidade e requinte artístico especialmente na retratística, que constitui um precioso trabalho de documentação visual do espírito da época. Finalmente, no campo das artes plásticas, alguns nomes merecem ser lembrados por continuarem a tradição artesanal de arte sacra fundada pelos primeiros santeiros na passagem do século XIX para o século XX. Dentre eles são importantes Estácio Zambelli e sobretudo Michelangelo Zambelli, ambos filhos do pioneiro Tarquinio Zambelli. Deixaram, especialmente Michelangelo, vasta obra de estatuária espalhada em templos de toda a região, com belos exemplares na Catedral, no Museu Municipal e em coleções privadas. Michelangelo foi recentemente distinguido com a criação em 2004, pela Prefeitura em parceria com a Festa da Uva, do Memorial Atelier Zambelli, destinado a preservar sua memória e obra.

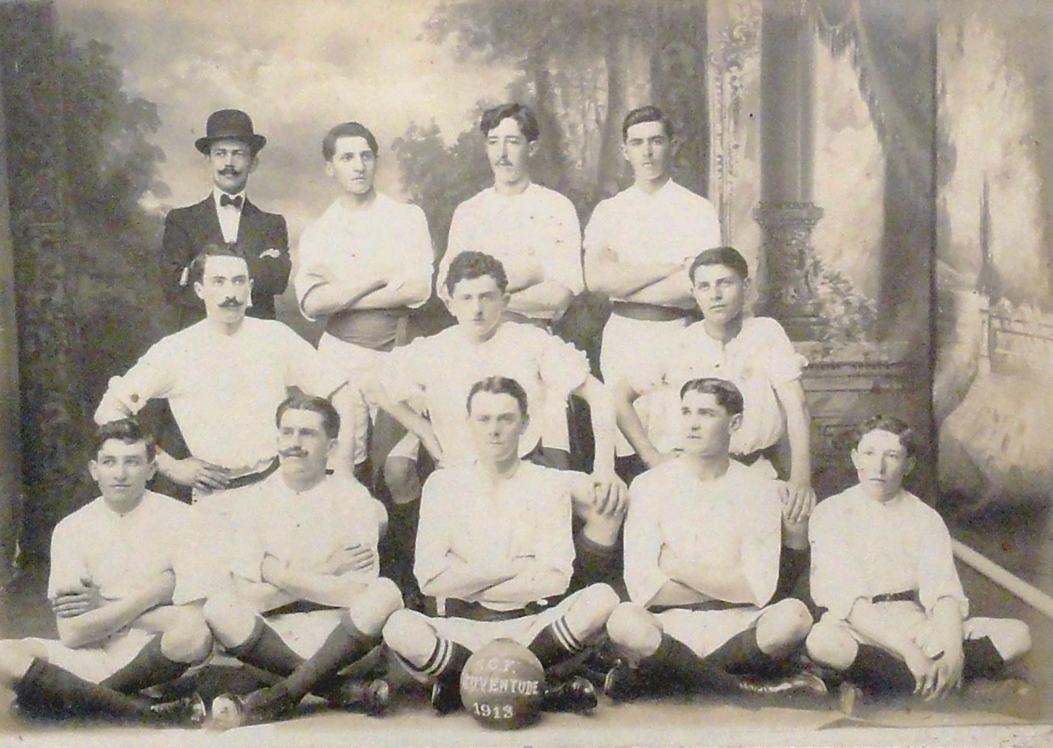
Primeiro time do Esporte Clube Juventude, 1913
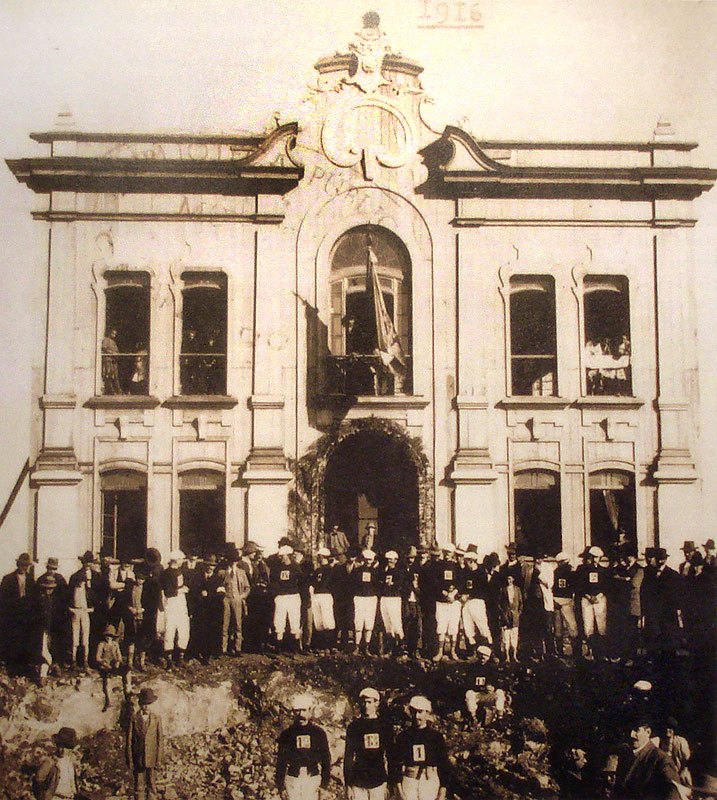
Primeira sede própria do Clube Juvenil, 1916. Foto do AHM
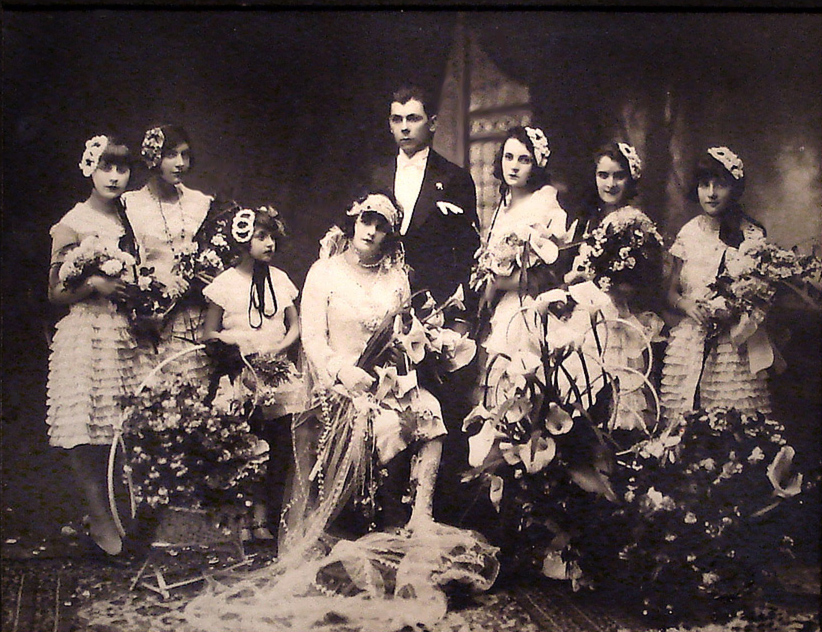
Fotografia nupcial, de Júlio Calegari, 1921
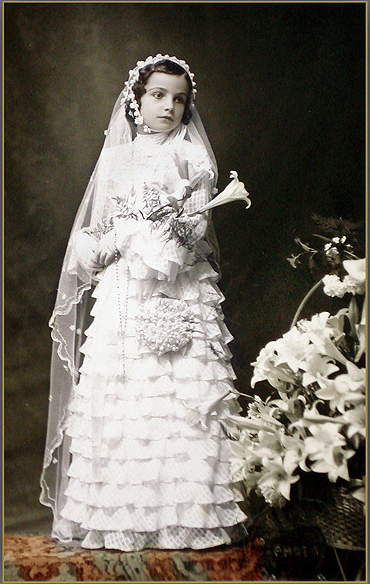
Foto de Primeira Comunhão, década de 1930

### Política e administração pública

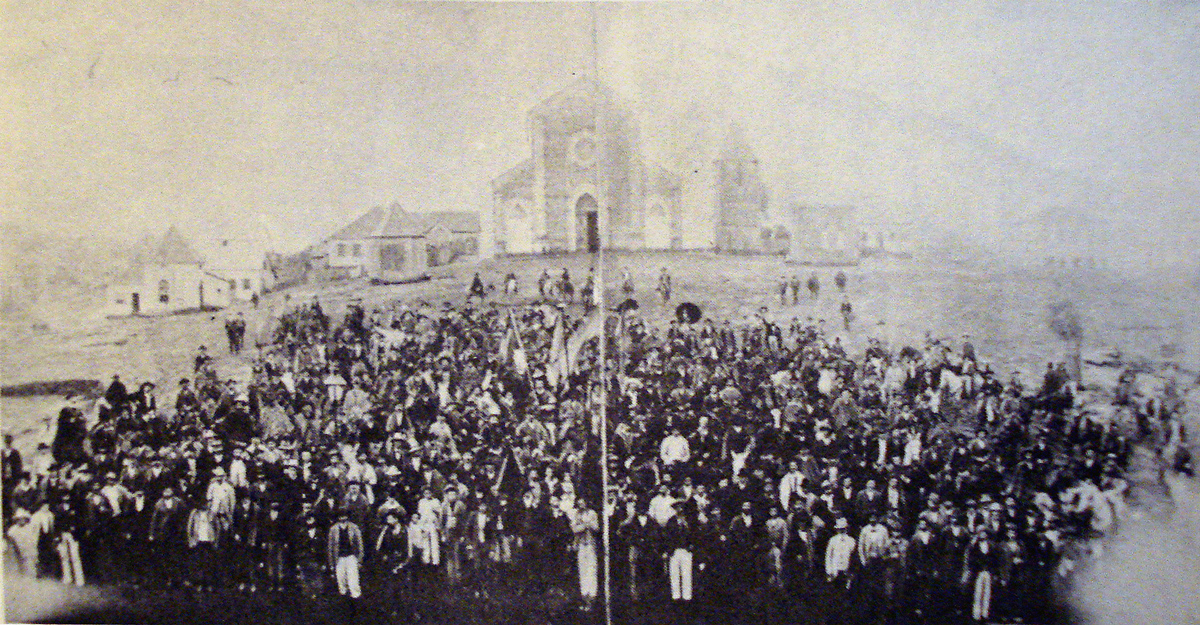
Concentração de eleitores na Praça Dante Alighieri em 1902.

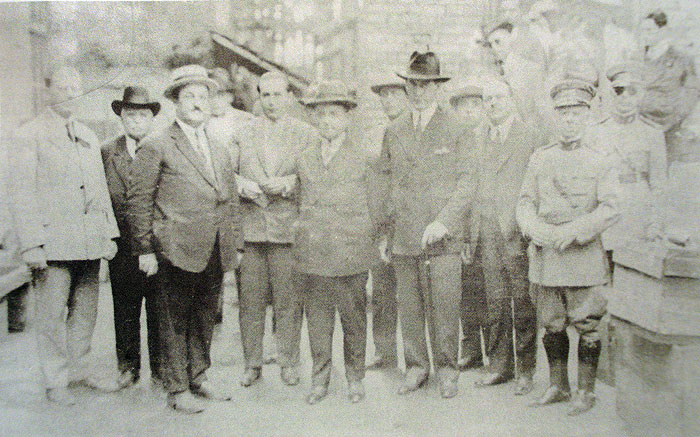
Visita de Getúlio Vargas em 1928. Foto do AHM.

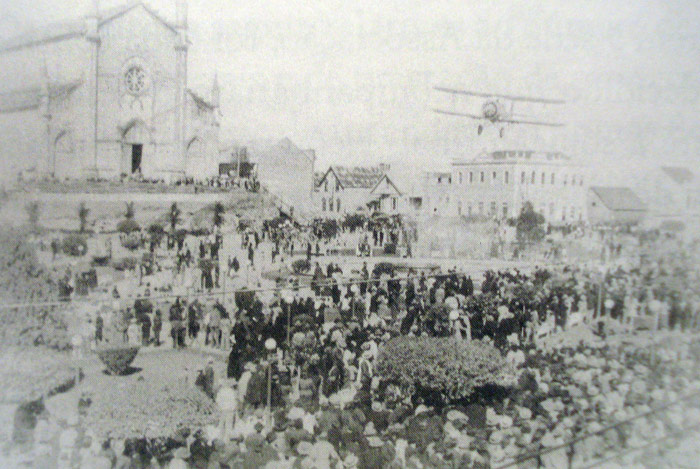
Manifestações pró-Estado Novo na Praça Dante Alighieri, 1937-38. Foto do AHM.

Os movimentos políticos e revolucionários da primeira metade do século XX também exerceram impacto local. As eleições para Presidência do Estado em 1922 foram manchadas por fraudes e intimidações. Os títulos eleitorais dos contrários à linha Castilhista foram retidos, gerando protestos públicos em massa que graças à intervenção do padre João Meneguzzi não acabaram em tragédia. A ascensão claramente manipulada de Borges de Medeiros ao poder estadual desencadeou a Revolução de 1923, culminando um período de crise política e econômica que se desenhava há algum tempo, com conseqüências negativas para o comércio e indústria de Caxias do Sul. As associações comerciais da cidade tentaram então minimizar os problemas através de pleitos junto ao governo federal.
Não obstante as dificuldades, em 1925 foi comemorado o cinqüentenário da imigração italiana no Brasil, num período que se mostrou extremamente propício para se iniciar uma consagração pública dos sucessos já alcançados e consolidados, objetivando primeiramente integrar as elites coloniais no panorama histórico estadual, até então dominado pelas representações pastoris-latifundiárias. Tentou-se aproveitar para isso o apoio dado pelas colônias à política de Borges de Medeiros, que tecia uma apologia sobre as realizações dos pequenos proprietários e dos imigrantes brancos, mas na prática tentava evitar que eles ascendessem à administração pública superior. Esse discurso político dúbio encontrava eco em intelectuais como Alfredo Varela e Moysés Vellinho, que se preocupavam com a competição do elemento italiano, considerado menos nobre, com a tradição mais prestigiada da família portuguesa. Ao mesmo tempo, na Itália fascista, surgia o interesse de se reconstituir a história dos emigrados interpretando-a como poderosa contribuição civilizatória da raça latina ao Novo Mundo, e instando os italianos daqui para que defendessem sua origem étnica. Benito Mussolini, no prólogo do álbum comemorativo Cinquantenario della Colonizzazione Italiana nello Stato del Rio Grande del Sud, declarava: "No nobre orgulho que eleva as vossas almas, enquanto parais para contemplar o resultado da longa e tenaz fatiga, eu vislumbro o signo da nobilíssima estirpe que imprimiu um traço  imorredouro na história dos Povos".
O mesmo espírito animou políticos como Celeste Gobbato para, no mesmo álbum, dizerem que o governo não poderia ter escolhido melhor material humano para sua empresa colonizadora, exaltando as qualidades supostamente inatas dos italianos. Tal posicionamento ufanista e racista, que não estava isento de manipulação estrangeira, não teve um final feliz. Getúlio Vargas a partir de 1930 adotou uma linha de desenvolvimento nacionalista, passando a reprimir a autonomia estadual e as singularidades regionais, os chamados "quistos sociais" que haviam se formado "imprudentemente" em várias regiões do Brasil, inclusive no sul. Nesse momento a auto-imagem excessivamente otimista e confiante construída pelos italianos começou a ser posta abaixo, e em vez de colaboradores no processo de crescimento e povoação brasileiros os imigrantes passaram a ser vistos como potenciais inimigos da pátria. O processo chegou a uma culminação com a entrada do Brasil na II Guerra Mundial ao lado dos Aliados contra os países do Eixo, ocasionando uma ruptura profunda dos laços entre Itália e Brasil, com pesadas consequências para a região de imigração.
Nesse ínterim, a administração municipal também sofria mudanças. O desenvolvimento de toda a região levou alguns distritos caxienses a reivindicarem autonomia, e assim em 1924 Nova Trento, e em 1934 Nova Vicenza, se emancipam. Na sede o sistema dos Intendentes assessorados pelo Conselho Municipal funcionou até 1930, quando o novo governo revolucionário brasileiro instituiu a figura do Prefeito. O legislativo foi fechado e em seu lugar foi instalado um Conselho Consultivo com três membros, permanecendo em atividade até 1935, quando foi estruturada a nova Câmara de Vereadores brasileira, adequando-se ao que previa a Constituição de 1934. Esse modelo permaneceu em vigor até 1937, quando uma reforma na lei dissolveu outra vez os legislativos. Só voltariam a se reunir em 1947, acompanhando a nova Constituição de 1946. Um pouco antes, em 29 de dezembro de 1944 a administração municipal, através do Decreto nº 720, mudara a divisão territorial da cidade criando novos bairros, e também o seu nome, até então simplesmente Caxias, para Caxias do Sul. O crescimento urbano passou a exigir alterações na legislação também no que dizia respeito ao urbanismo, saúde pública, ocupação do espaço por particulares e outras matérias.

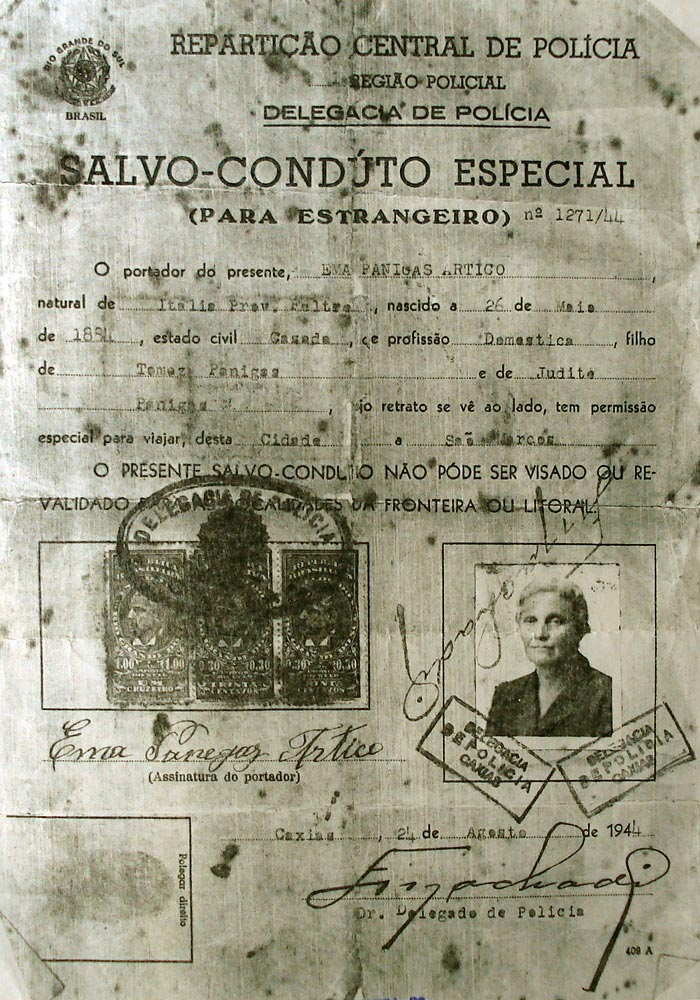
Salvo-conduto emitido em favor de Ema Panigaz Artico para viagem de Caxias do Sul a São Marcos, 1944.

O período da II Guerra Mundial encontrou a cidade perturbada por diferenças políticas, pela atmosfera xenófoba criada pela política nacionalista da Era Vargas e pelo conflito armado com a Itália. Entre 1941 e 1944 houve manifestações populares anti-italianas organizadas pela Liga da Defesa Nacional, que buscaram suprimir os signos identificadores da etnia, criando-se uma atmosfera de terror. Grupos de manifestantes, entre outros atos de agressão, removeram a placa de bronze do obelisco comemorativo à imigração erguido no distrito de Nova Milano, e, na sede urbana, as placas que denominavam a avenida Itália e a Praça Dante Alighieri, exigindo — e conseguindo — a substituição de seus nomes. Os itálicos se viram proibidos de falar o dialeto, formando-se à sua volta um muro de silêncio, já que muitos, especialmente os mais velhos, ainda mal sabiam se expressar em português. Seu deslocamento passou a depender da obtenção de salvo-condutos, prejudicando gravemente sua interação em todos os níveis com os brasileiros. Tamanha repressão originou um esforço de auto-censura por parte dos próprios italianos e seus descendentes, desestimulando o cultivo da memória até no recesso do lar e interrompendo até 1950 a celebração da Festa da Uva. O mesmo tratamento sofreram aqueles que, em menor número, descendendo de germânicos, falavam o alemão.
A Igreja continuava ativamente envolvida na política nesse período. Em 16 de setembro de 1945 houve perigoso confronto em um comício contra o comunismo realizado diante da Catedral, que atraiu muitas caravanas do interior, e o Bispo Dom José Barea foi ameaçado de morte pelos comunistas caso comparecesse. Um novo enfrentamento aconteceu um mês depois, por ocasião de uma novena pública, quando grupos católicos e comunistas se atacaram, bradando palavras de ordem e ofensas mútuas. Os bombeiros intervieram lançando água sobre a multidão, e houve prisões de padres e outros envolvidos. Por fim os católicos triunfaram, os sacerdotes foram liberados e o conflito encerrou sem maiores conseqüências, em meio a uma grande procissão, onde se cantou o Hino Nacional com grande entusiasmo. O caso repercutiu nacionalmente. Além disso, uma série de iniciativas da Igreja eram apoiadas abertamente pelo Poder Público e comissões especiais criadas pela Prefeitura regularmente contavam com a participação de religiosos.

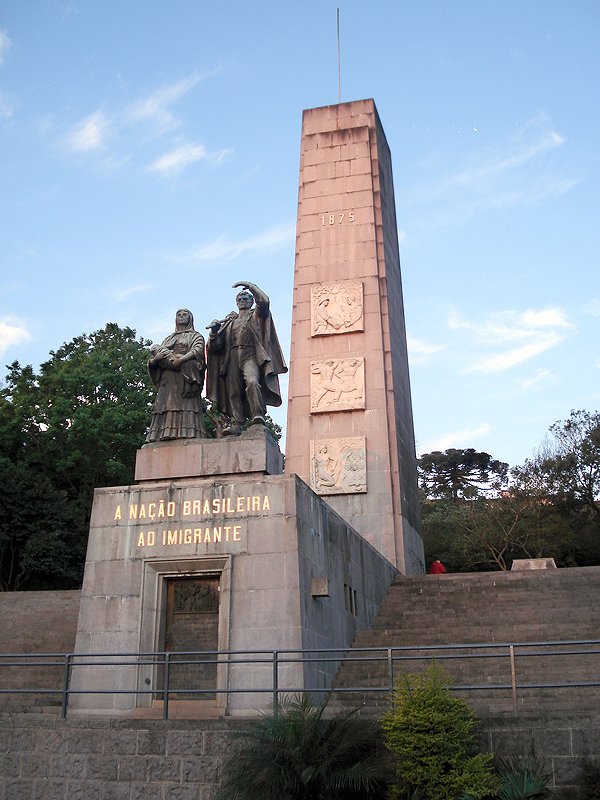
O Monumento Nacional ao Imigrante, um dos símbolos de Caxias do Sul.

A passagem da primeira para a segunda metade do século é marcada por um evento de grande valor simbólico: a construção do Monumento ao Imigrante, mais tarde transformado em monumento nacional. Sua construção foi proposta em 1949, sendo inaugurado em 1954, alinhando-se à política de reconciliação com a Itália empreendida por Getúlio depois do encerramento da Guerra, e revalorizando o trabalhador estrangeiro depois do desprezo manifesto há poucos anos, quando todas as escolas étnicas foram nacionalizadas compulsoriamente e o uso dos dialetos era reprimido. Entretanto, de parte da elite descendente dos italianos, o tom do discurso já não era idêntico ao dos tempos influenciados pelo fascismo. O perfil socioeconômico de Caxias se transformara profundamente, a elite passava a tomar como modelo a elite luso-brasileira, à qual pretendia se equiparar em termos de influência e prestígio, e ao mesmo tempo, porém, a dignidade dos italianos começava a ser recuperada, iniciando um período de reconstrução da imagem e da identidade coletivas em que o italiano foi novamente retratado como um heroi civilizador.

### Festa da Uva
Deve ser feita uma menção em separado para a Festa da Uva, que a partir de 1931 passou a constituir o maior evento profano da cidade, carregado de forte simbolismo. A festa se originou das diversas festividades comemorativas das vindimas e das feiras agro-industriais que os colonos realizavam em pequenos grupos em seus travessões. Em 1931 esses festejos dispersos foram reunidos em uma grande comemoração municipal, que recebeu o nome que perdura até hoje. Além do comércio direto dos produtos expostos na grande vitrine que era a festa, no contato entre os produtores e outros interessados se fazia a troca de experiências e de informações técnicas com vistas à melhoria das condições de cultivo e beneficiamento da uva. Como notou um observador da imprensa, "numerosos eram os visitantes que de lápis em punho na frente das castas (de uvas) que interessavam tomavam nota de seus caracteres e seus nomes, com o propósito de introduzi-las em suas lavouras, a fim de melhorar a constituição de seu parreiral".

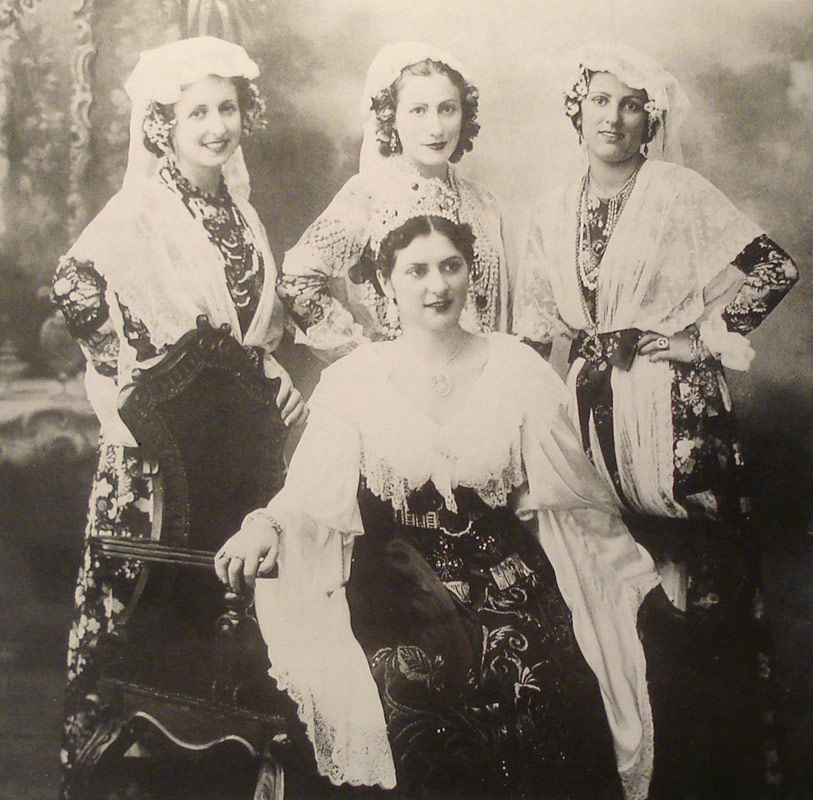
Júlio Calegari: Rainha e princesas da Festa da Uva de 1934. Foto do AHM.

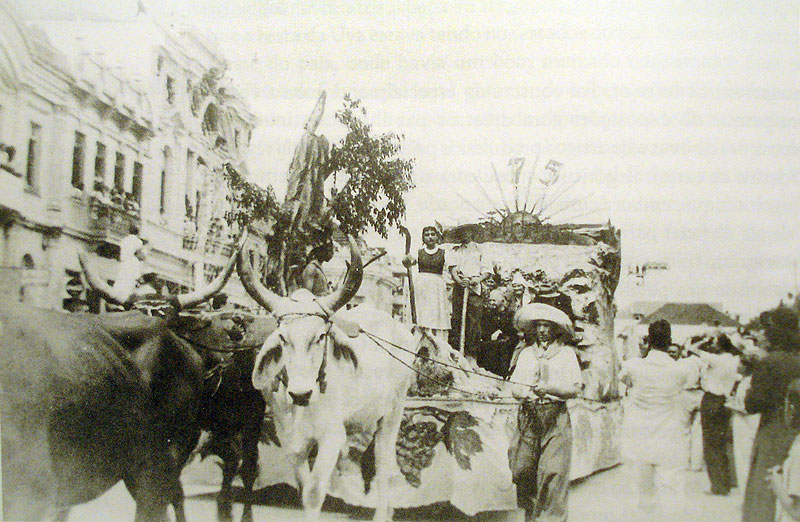
Cortejo de carros alegóricos em 1950. Foto do AHM.

A festa foi um completo sucesso, reunindo mais de cinqüenta expositores que apresentaram mais de cem espécies de uvas e dezenas de tipos de vinhos, o que serviu para orientar sua realização em um novo e mais amplo formato, resultando a edição de 1932 ser chamada pela Revista do Globo de "o acontecimento mais memorável, até hoje, nesta zona do estado". Mais do que um sucesso comercial e técnico, a festa desde então passou a ser revestida de elementos políticos, retóricos e simbólicos que refletiam as conquistas realizadas pelos imigrantes, reiteravam a excelência do elemento italiano, seu papel civilizador, sua operosidade, pioneirismo, engenho e tenacidade, e sua colaboração na construção da nação brasileira, sendo fortalecidas ainda as associações entre progresso e civilização, bem de acordo com o Positivismo e o Fascismo, que tingiam o ideário político da época. Entre seus signos identificadores mais destacados estava o Grande Cortejo Triunfal da Uva, o modelo dos desfiles de carros alegóricos que ainda hoje são realizados, não sendo fortuita a denominação de Triunfal. Além da exposição dos produtos da terra e do cortejo, houve ainda concursos para ornamentação dos prédios e residências, batalhas de flores, concursos de corais, banquetes, bailes privados e danças ao ar livre. Conforme declara Cleodes Ribeiro,
"Se a liturgia do ritual da Festa da Uva serviu para proclamar a identidade dos celebrantes, exibir o resultado do trabalho desenvolvido ao longo de mais de meio século e reivindicar o estatuto de brasileiros, suas características definidoras foram explicitadas pelo vocabulário simbólico empregado no ritual. Os discursos, a exposição e as distribuições de uvas, o cortejo triunfal, as tendeiras em seus trajes típicos, as canções, os banquetes, o congresso e as bandeiras enfeitando as ruas, tudo isso refletiu o esforço dos ofertantes da festa no processo de auto-representação".
Quanto à figura simbólica da rainha da festa, a eloquente saudação a ela dirigida na abertura do evento de 1933 e registrada no relatório daquela edição fala por si da imagem que os italianos pretendiam construir de si mesmos e do papel que imaginavam vir a desempenhar no cenário nacional: "Te saúdo, Rainha da Festa da Uva e Senhora dos domínios sem termo da nossa simpatia e do coração de Caxias, coração que se movimenta e age pelo sangue valoroso de uma raça de heróis, ainda não cantada, que dá ao Rio Grande a seiva propulsora à realização do que será um dia, dentro do Brasil, e sob o céu da América livre". Entre 1938 e 1950, a festa não se realizou, como já foi dito, em função da política nacionalista de Getúlio Vargas, mas na edição de 1950, coincidindo com a comemoração dos 75 anos da imigração e o início da fase de reconciliação, a Festa já contava com a participação de dez municípios e exibia produtos industriais, decorrentes do crescimento econômico da cidade e da maior variedade em seu perfil produtivo. Agora os imigrantes passavam a ser chamados de "pioneiros", indicando uma reorientação na identidade a ser construída, com implicações progressistas que se abriam para os não italianos, já considerados como parceiros em todo o processo.

## De 1950 a 2000
Assim como a primeira metade do século XX, representou uma abertura e maior integração da cidade ao contexto estadual e nacional, a segunda metade figura como uma fase de abertura para o mundo, com a mudança em seu perfil produtivo, político e cultural, o início de sua penetração no mercado estrangeiro e a consolidação de sua posição como uma das maiores economias do Brasil. Em termos gerais a cidade cresce aceleradamente nesse intervalo, passando de uma população de 54 mil em 1950 para 180 mil em 1975 e cerca de 360 mil pessoas em 2000, trazendo consigo paralelamente todos os problemas sociais, culturais, econômicos e ambientais típicos das cidades brasileiras com grande taxa de expansão. Em 1994, através da Lei Complementar Estadual 10 335/94, foi criada a Aglomeração Urbana do Nordeste do Rio Grande do Sul, uma vez que a área se caracteriza como o embrião de uma futura região metropolitana.

### A nova economia caxiense
Em 1951, Getúlio Vargas voltou ao poder depois da administração de Gaspar Dutra, que havia orientado o desenvolvimento brasileiro no sentido de abertura ao capital internacional. Sua volta introduziu novos fatores políticos que entraram em conflito com o contexto econômico criado por seu antecessor, gerando problemas nas áreas de comunicações, energia, exportação, crédito e fiscal. Com o Governo Juscelino Kubitschek, se deu início a um programa desenvolvimentista na tentativa de se modernizar o país e superar seu atraso, mas o fracasso econômico do Governo João Goulart levaria ao golpe que instaurou a Ditadura Militar no Brasil, tornando as primeiras décadas deste período bastante tumultuadas.

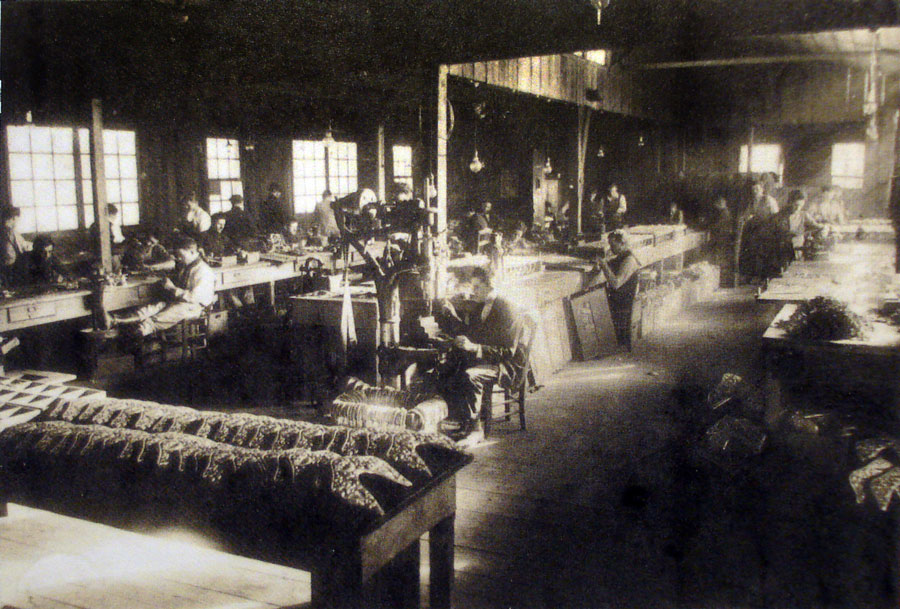
Instalações da Metalúrgica Abramo Eberle nos anos 1950

No contexto caxiense, o sistema da economia rural familiar começa a se tornar problemático com a multiplicação das famílias e conseqüente fragmentação progressiva das propriedades, originando o fenômeno do êxodo rural. Esse excedente de pessoas busca emprego na indústria urbana e em vista dos salários insuficientes tem dificuldades em aspectos básicos como moradia e saúde, iniciando um processo de favelização dos subúrbios, e a mulher passa a ter uma participação mais significativa na indústria como operária, embora de início ainda discriminada e com menor salário. As relações tradicionais mais ou menos tranqüilas entre patrões e empregados começam a se tornar complexas e delicadas com a crescente ocorrência de greves, onde as do início da década de 1960 sacodem o meio empresarial e obrigam a uma reformulação de posturas nesse campo, e grande oferta de mão-de-obra barata e não especializada provoca uma maior rotatividade nos empregos.
Tentou-se contornar esses problemas com uma reestruturação nos órgãos de classe. Assim, a Associação Comercial decide receber uma delegacia do Centro de Indústria Fabril de Porto Alegre, na esteira da grande expansão do setor na cidade, e logo em 1954 se instala o Centro da Indústria Fabril de Caxias do Sul, que separou o comércio da indústria e com isso causou uma cisão entre as lideranças empresariais, que, até então, estavam congregadas todas na Associação Comercial. Contudo, o Centro foi importante nessa etapa quando trabalhou para solucionar os desafios que se apresentavam, além de fomentar o desenvolvimento da infraestrutura produtiva geral. É quando grandes empresas locais se firmam no mercado brasileiro, como a Metalúrgica Abramo Eberle e entram na cena outras que se tornariam mais tarde igualmente importantes, como a Marcopolo e a Randon.
A divisão de forças durou pouco. Em 1973, indústria e comércio, sob a égide respectivamente de Paulo Bellini e Edemir Zatti, se reuniram novamente para criar a Câmara de Indústria e Comércio. As comemorações do centenário da imigração em 1975 encontram a cidade como a segunda metrópole do estado e uma das dez que mais haviam crescido em todo o país, o que deu origem a mais problemas em termos de infra-estrutura básica de saúde, meio ambiente, urbanismo, educação, moradia, transporte e emprego, entre outros. As forças econômicas capitaneadas pela Câmara de Indústria e Comércio, junto com a administração pública, entenderam que seria necessário hierarquizar os problemas para melhor solucioná-los, e nasceu a ideia de se criar prioritariamente um Distrito Industrial para permitir um melhor funcionamento das indústrias e liberar o núcleo urbano para um crescimento mais racional e ordenado. A assinatura de um convênio com o governo do estado em 1979 criou a região da Grande Caxias e definiu a área de abrangência do pólo metal-mecânico que se estruturava, o que significou uma mudança decisiva no perfil econômico da cidade, que de uma economia tradicional se dirigia para uma economia dinâmica.
O fim do Regime Militar nos anos 1980, junto com o Plano de Estabilização Econômica de 1986 (Plano Cruzado), obrigaram os empresários a um esforço redobrado no sentido de adequação à nova realidade nacional hiperinflacionária, surgindo uma preocupação com a competitividade e produtividade, e um interesse pela qualificação dos recursos humanos, pelo aperfeiçoamento das tecnologias produtivas incluindo as primeiras robotizações, pela inserção no mercado externo, pela constituição de microempresas e pela inclusão do setor de serviços no topo da cadeia econômica, o que levou em 1992 a Câmara de Indústria e Comércio se renomear como Câmara de Indústria, Comércio e Serviços de Caxias do Sul. A década de 1990, por fim, foi marcada pela crescente informatização, pela ampliação das infra-estruturas, preocupação com o meio ambiente e a abertura de novos empregos e de novos mercados em várias frentes internacionais, enfrentando as crises do fracasso do Plano Cruzado e do Plano Collor.

### Educação e cultura
A educação brasileira sofreu, nesse meio século, mudanças profundas, com a universalização da instrução primária obrigatória, a expansão do ensino secundário e o incentivo à instalação de escolas superiores privadas. Na cidade a educação já estava bastante estruturada, com grandes colégios em funcionamento (Carmo, La Salle, São José, São Carlos, Cristóvão de Mendoza), e na década de 1960 e são fundados os primeiros cursos superiores: Faculdades de Ciências Econômicas e Filosofia, da Mitra Diocesana; Escola de Enfermagem Madre Justina Inês, da Sociedade Caritativo-Literária São José; Faculdade de Direito, da Sociedade Hospitalar Nossa Senhora de Fátima, e a Escola de Belas Artes, da Prefeitura Municipal. Estas escolas seriam a base para em 10 de fevereiro de 1967 ser fundada a Universidade de Caxias do Sul (UCS), hoje uma das melhores instituições privadas de ensino superior do Brasil e contando em seu quadro docente com nomes ilustres como Jayme Paviani e José Clemente Pozenato, ambos desenvolvendo intensa atividade no campo do ensaio, da crítica de arte e da literatura.. O crescente afluxo de migrantes de outras partes do Brasil, de várias etnias e religiões, também contribui para tornar o ambiente cultural da cidade mais diversificado e estimulante, e é de notar a penetração da influência gauchesca nessa região tradicionalmente italiana.

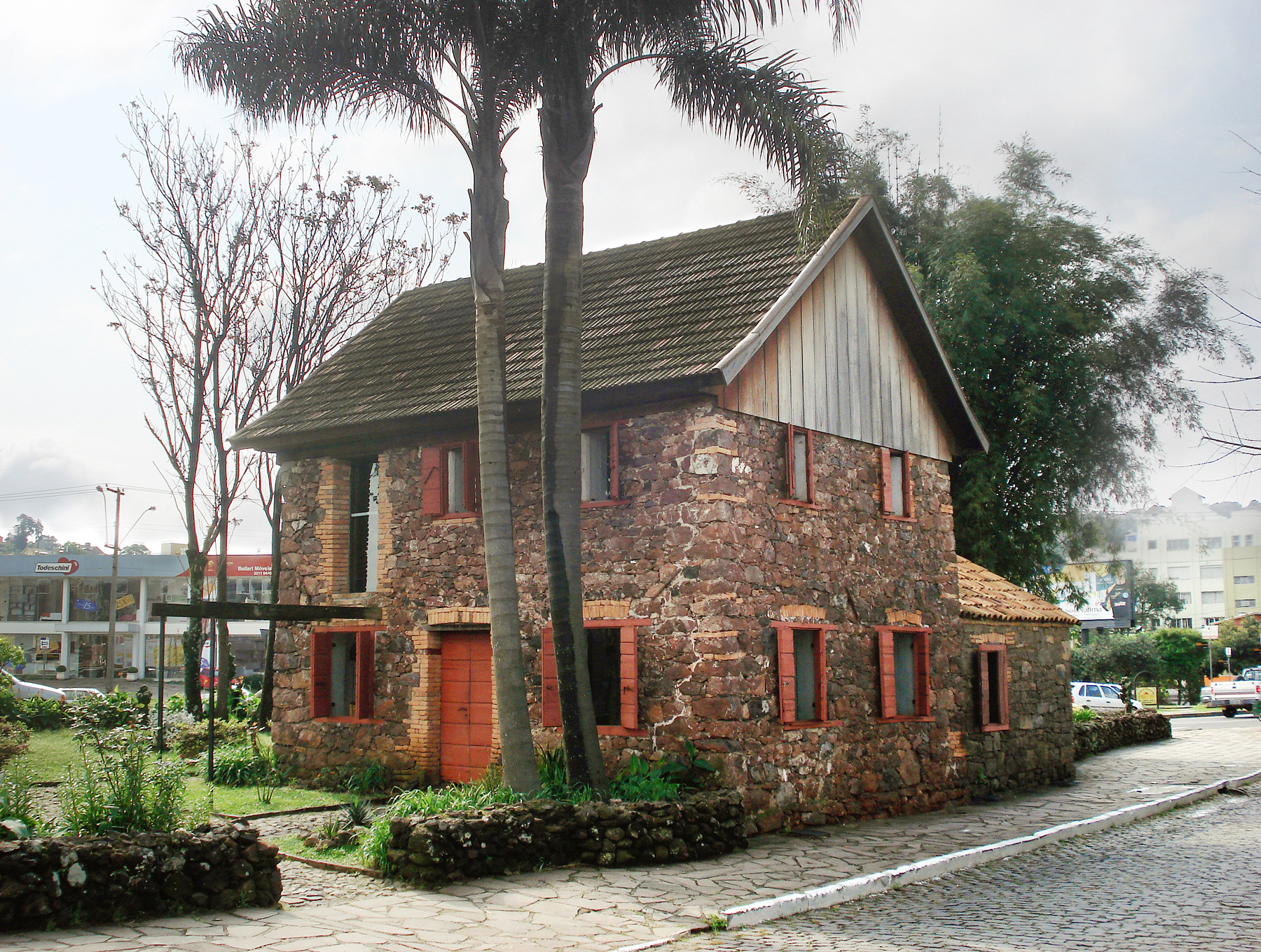
A "Casa de Pedra", único remanescente na atual zona urbana caxiense das primeiras moradias dos italianos. Hoje é um museu.

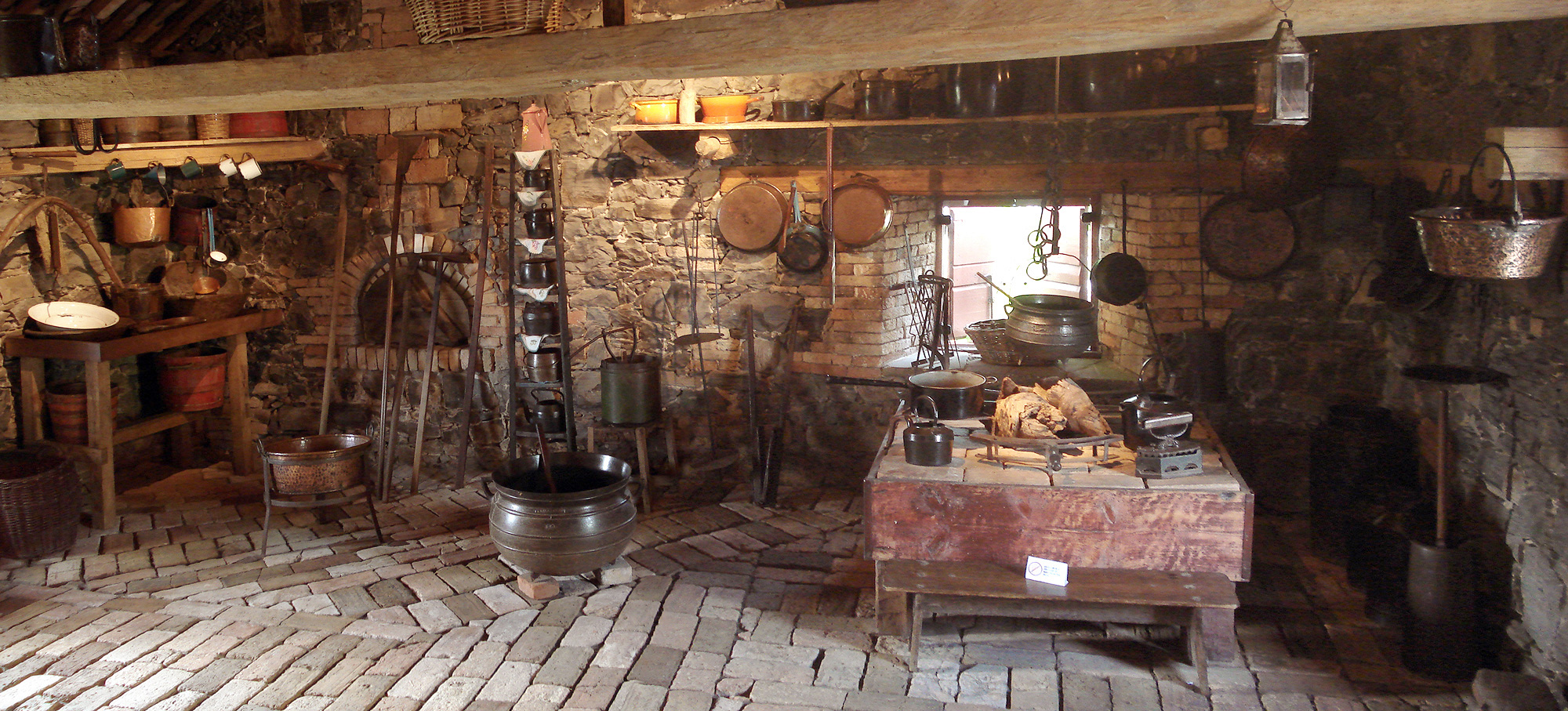
Interior do museu da Casa de Pedra, com objetos de uso doméstico dos imigrantes

Em meados da década de 1960, a Festa da Uva já havia se tornado um evento nacional e, de fato, era o maior em seu gênero em toda a América Latina, sendo visitada por mais de 300 mil pessoas, mas, como um sintoma dos novos tempos, estava perdendo muito de seu apelo tradicional e se conformava a um perfil marcadamente empresarial, como indicaria claramente sua nova denominação nos anos 1970: "Empresa Festa da Uva Turismo e Empreendimentos S.A.". Não foram poucos os protestos de setores da comunidade quanto ao crescente predomínio das máquinas sobre a uva.
O declínio da religião como força social aglutinadora, os novos hábitos de consumo, a profunda mudança no sistema produtivo local, a padronização do ensino brasileiro, o descaso das novas gerações para com a língua e os costumes de seus avós, a presença de grande número de migrantes de ascendência não-italiana, a grande popularização de meios de comunicação e entretenimento como o rádio, a tevê e o cinema, e a progressiva abertura da cidade para o mundo, provocam entre os anos 1950 e 60 uma rápida descaracterização das feições étnicas e tradicionais da cultura caxiense, fazendo surgir a partir de meados da década de 1970 um interesse entre os intelectuais pelas raízes históricas regionais, levando historiadores como Loraine Slomp Giron, Mário Gardelin, Maria Abel Machado, Vania Herédia e muitos outros, seguindo os passos do pioneiro João Spadari Adami, a desenvolverem importantes pesquisas que resultaram na publicação de vários livros básicos para o estudo da história local. Entretanto nesse período, em que houve uma verdadeira explosão de bibliografia sobre o tema da colonização não só em Caxias do Sul, se percebe uma tendência revisionista que não tentava mais mitificar a história do colono, mas sim apresentá-la com suas contradições e conflitos, não no intuito de denegrir a imagem do imigrante, mas de torná-la mais real e rica.
O mesmo interesse fez o governo municipal em 1975 reestruturar e reabrir o Museu Municipal e criar o Museu Ambiência Casa de Pedra, dois dos hoje mais importantes museus históricos da cidade, e fundar em 1976 o Arquivo Histórico Municipal. Na década seguinte seria criado também o Departamento de Patrimônio Histórico da Prefeitura, iniciando um trabalho de preservação e resgate das tradições imateriais, do legado artístico e da herança arquitetônica italianas, que estavam desaparecendo rapidamente sob uma onda de progresso que tinha pressa de acontecer. O trabalho dessas instituições, que se baseia em uma nova consciência de que o progresso pode conviver com o passado, junto com a atuação de grupos artísticos como o Miseri Coloni, de teatro realizado em dialeto, são forças ativas que lutam por preservar aspectos importantes da herança italiana e tentam revitalizá-los e reinseri-los com uma leitura crítica em uma cidade que se torna cada dia mais cosmopolita.

### Arte

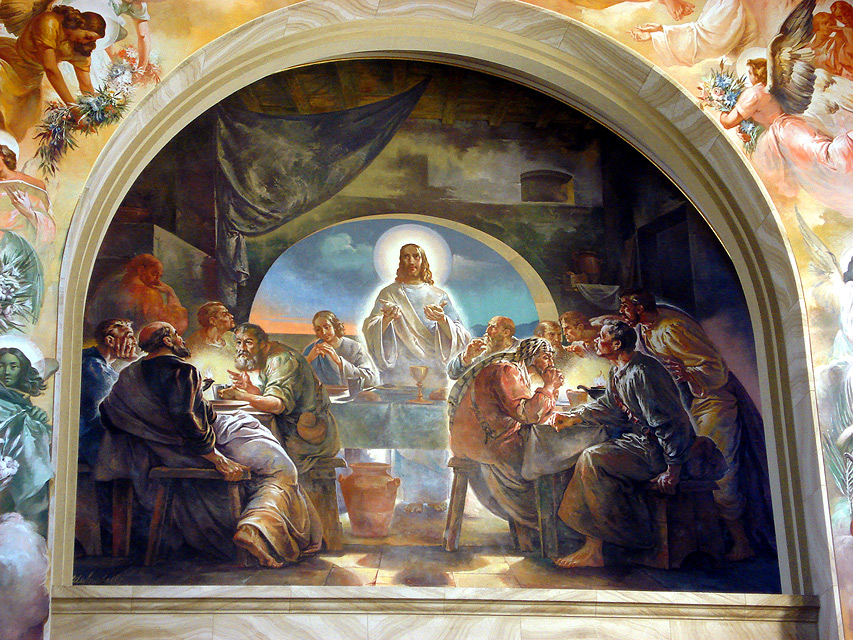
Aldo Locatelli: "Última Ceia", na Igreja de São Pelegrino.

A década de 1950 é marcada pela chegada de Aldo Locatelli à cidade para decorar a Igreja de São Pelegrino, realizando um dos maiores conjuntos de pintura mural do estado. Sobre o altar, pintou a "Última Ceia", ladeada por imagens do "Sagrado Coração de Jesus" e da "Aparição de Nossa Senhora de Caravaggio"; no teto, criou diversas cenas ilustrativas do hino Dies irae e do "Gênesis", emoldurando a grande composição central do "Juízo Final". Nas paredes laterais, ficaram as telas da "Via Sacra", talvez sua melhor obra. O artista deixaria sua marca também na sede da Prefeitura e na Capela do Santo Sepulcro.
Entretanto, os artistas caxienses continuariam a produzir principalmente em contornos empíricos e amadores até a estruturação do ensino artístico superior na Escola de Belas Artes da Prefeitura, mais tarde incorporada à Universidade de Caxias do Sul. A universidade também foi a responsável pela manutenção do ativo mas extinto "Ateliê da Universidade de Caxias do Sul", que deu origem, em 1988, ao Núcleo de Artes Visuais de Caxias do Sul, o qual, junto com o moderno curso de licenciatura em educação artística da universidade, a Casa de Cultura Percy Vargas de Abreu e Lima, criada em 1982, e os diversos programas de fomento às artes mantidos pela Prefeitura, se tornariam, a partir dos anos 1990, época em que inicia um grande florescimento artístico na cidade, as mais significativas instâncias locais de produção, discussão e difusão artística em alto nível. Dos artistas locais de grande projeção merecem nota Bruno Segalla, destacado medalhista e escultor, autor de vários monumentos, e Diana Domingues, que liderou o grupo de pesquisa em mídias contemporâneas ligado à UCS e foi uma das responsáveis por levar o nome de Caxias do Sul aos mais importantes fóruns de debate artístico do Brasil, além de trazer à cidade nomes internacionais na área da crítica, pesquisa e produção. Outras figuras destacadas na cidade da década de 1990 em diante são Odete Garbin, uma das mais ativas líderes do NAVI, Iolanda Gollo Mazzotti, Beatriz Balen Susin, Mara de Carli e Véra Stedile Zattera, que tornam a presença feminina de importância central para a atualização artística caxiense.

## A moderna metrópole regional
Hoje, Caxias do Sul é o segundo polo metal-mecânico do país e um dos maiores da América Latina. Mais de 6 500 indústrias fazem com que o município responda por cerca de 5,83 por cento do produto interno bruto do Rio Grande do Sul. Tem uma rede completa de serviços e uma vida cultural ativa, tendo sido escolhida a Capital Brasileira da Cultura em 2008.